# Tretjakow-Galerie

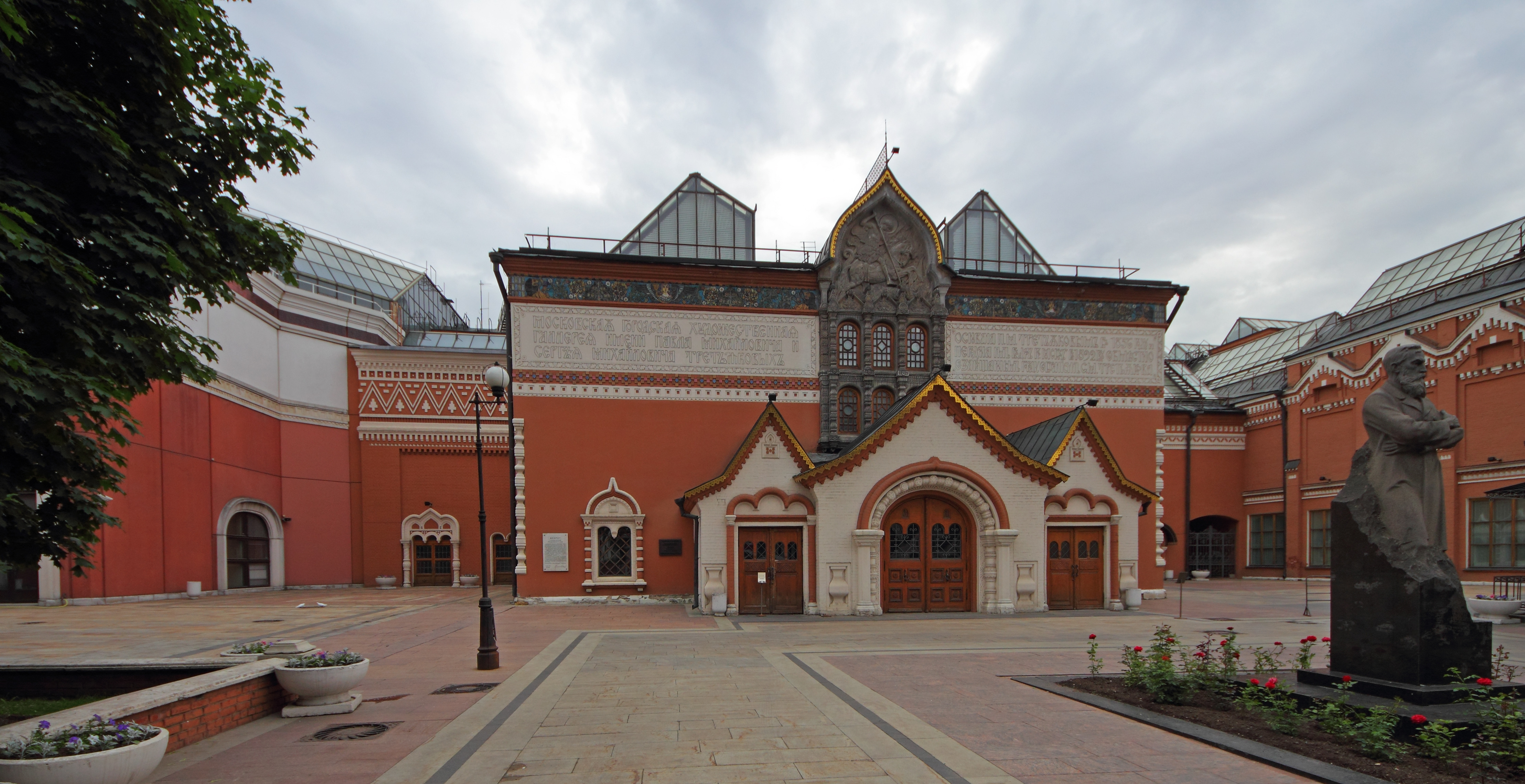
Hauptgebäude der Tretjakow-Galerie (2012)

Die Staatliche Tretjakow-Galerie (russisch Госуда́рственная Третьяко́вская галере́я, Transkription Gossudarstwennaja Tretjakowskaja Galereja) ist ein Kunstmuseum in Moskau. Mit rund 140.000 Werken der Malerei, der Graphik und der Bildhauerei ist sie neben der St. Petersburger Eremitage eine der größten und berühmtesten Kunstsammlungen Russlands. Diese Werke umfassen den Zeitraum vom 11. bis zum 20. Jahrhundert. Das Hauptgebäude der Galerie befindet sich in der Lawruschinski-Gasse im historischen Stadtteil Samoskworetschje, nahe der Metro-Station Tretjakowskaja.

## Geschichte
Namensgebend ist ihr Gründer, der russische Textilkaufmann und Kunstsammler Pawel Michailowitsch Tretjakow (1832–1898). Die Anfänge seiner Kunstsammlung gehen auf das Jahr 1851 zurück, als Tretjakow zusammen mit seinem jüngeren Bruder Sergei ein zweistöckiges Haus südlich des rechten Moskwa-Ufers erwarb. Im Erdgeschoss des Gebäudes richteten die Brüder ihre Geschäftsräume ein, während im Obergeschoss nach und nach eine beachtliche Gemäldesammlung einheimischer zeitgenössischer Künstler entstand. Im Laufe der Jahre wurde die Sammlung so groß, dass Pawel Tretjakow 1874 in unmittelbarer Nähe des Hauses ein Grundstück erwarb und auf ihm ein neues Gebäude extra für die Aufbewahrung der Werke errichten ließ. Anfang der 1890er-Jahre umfasste die Sammlung bereits rund 1500 Stücke, darunter nicht nur Gemälde, sondern auch Ikonen und Skulpturen.

Porträt Pawel Tretjakows von Ilja Repin, 1883

Als Sergei Tretjakow im August 1892 starb, hinterließ er ein Testament, wonach er seinen Teil der Kunstsammlung der Stadt Moskau vererbte. Wenige Wochen danach schenkte auch Pawel Tretjakow den Rest der Sammlung der Stadt, um die Einrichtung eines der Öffentlichkeit zugänglichen Kunstmuseums zu ermöglichen. Die gesamte der Stadt überlassene Sammlung zählte zu diesem Zeitpunkt 1287 Gemälde, 518 Zeichnungen und neun Skulpturen russischer Künstler sowie zusätzlich 75 Gemälde und acht Zeichnungen zeitgenössischer deutscher und französischer Maler. Das neu gegründete Kunstmuseum öffnete im August 1893 unter dem Namen Moskauer städtische Kunstgalerie Pawel und Sergei Michailowitsch Tretjakow seine Pforten für die Öffentlichkeit. Zum Dank für die Schenkung erhielt Pawel Tretjakow von der Stadt Moskau den Ehrenbürgertitel.

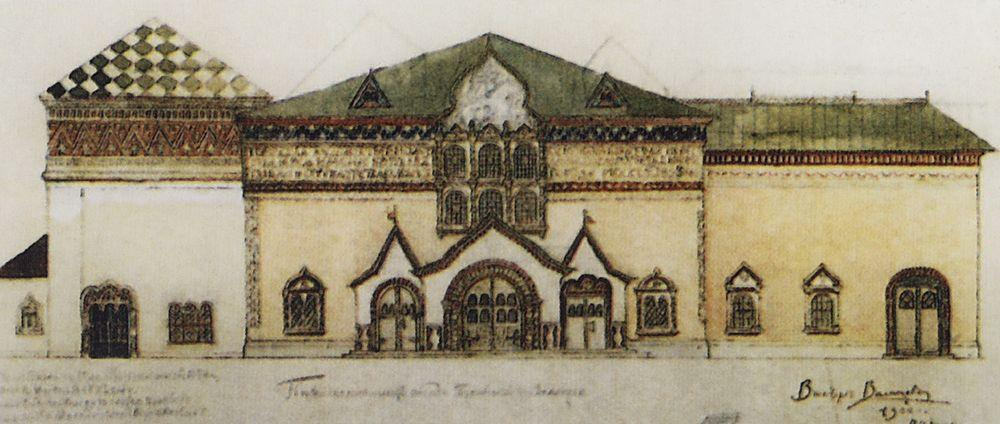
Wasnezows Fassadenentwurf von 1900

Nach Pawel Tretjakows Tod im Dezember 1898 wurde das Museum durch die Stadtduma geleitet, zu deren Mitgliedern auch russische Künstler wie Ilja Ostrouchow gehörten. Von 1899 bis 1906 wurde das Tretjakow-Haus, das nun als Museumsgebäude genutzt wurde, aufwändig umgebaut und erhielt dabei auch seine heutige Fassadenverkleidung, an deren Gestaltung der Maler Wiktor Wasnezow maßgeblich beteiligt war. Diese Fassade ist im Wesentlichen an Traditionen altmoskauer Baukunst angelehnt und ist im oberen Teil mit einer Reliefdarstellung des Heiligen Georg geschmückt, die in ähnlicher Form auch auf dem Moskauer Stadtwappen zu sehen ist.
Wenige Monate nach der Oktoberrevolution wurde die Galerie im Juni 1918 per Dekret des Revolutionsführers Lenin verstaatlicht und erhielt ihre heutige Bezeichnung Staatliche Tretjakow-Galerie. Seit dieser Zeit fanden in der Galerie auch regelmäßige Wechselausstellungen statt. In den 1920er-Jahren wurden Sammlungen zahlreicher anderer Museen sowie durch den Staat beschlagnahmte Teile diverser Privatsammlungen in die Tretjakow-Galerie integriert. Dies führte zu einem erheblichen Zuwachs des Museumsbestands, so dass das Galeriegebäude Mitte der 1930er-Jahre wegen Raummangels erweitert werden musste. Dies wurde nach Entwürfen des renommierten Architekten Alexei Schtschussew umgesetzt, der einen 1936 fertiggestellten Anbau konzipierte, der architektonisch stark an das Stammhaus angelehnt wurde.

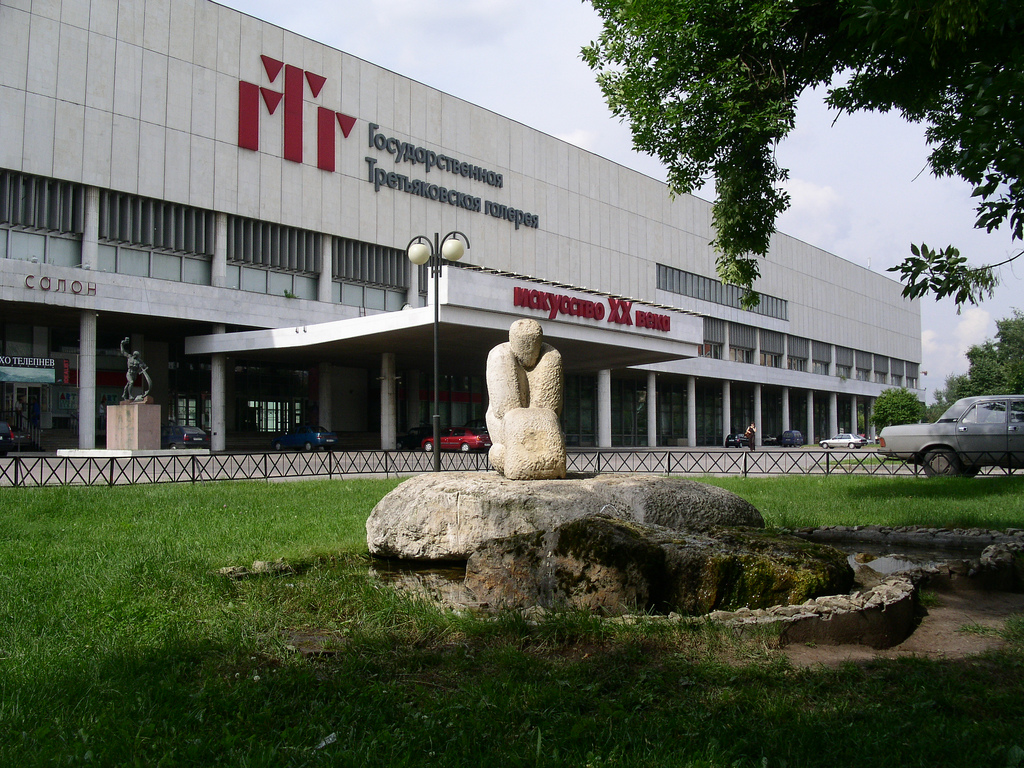
Zweigstelle für Moderne Kunst

Von 1941 bis 1951 war Alexander Iwanowitsch Samoschkin Direktor der Tretjakow-Galerie. Während des Großen Vaterländischen Krieges 1941–1945 wurden große Teile der Museumsexposition vor dem drohenden Einmarsch der Wehrmacht nach Nowosibirsk überführt, wo sie im damals noch nicht fertiggestellten Gebäude des Opernhauses provisorisch untergebracht wurden. Diese Maßnahme erwies sich auch als richtig, denn während der Schlacht um Moskau wurde der Museumskomplex bei Luftangriffen erheblich beschädigt. Erst nach dem endgültigen Sieg über Deutschland und dem Abschluss der Wiederaufbauarbeiten konnte der volle Museumsbetrieb wieder aufgenommen werden. Die feierliche Wiedereröffnung der Galerie fand am 17. Mai 1945 statt.
1977 erhielt die Galerie einen bedeutenden Teil der Sammlung George Costakis’. Von 1980 bis 1992 war Juri Koroljow (1929–1992) Direktor der Galerie. Das Museum wurde in dieser Zeit stark um- und ausgebaut, um die steigenden Besuchermassen zu bewältigen und den gewachsenen Bestand besser unterzubringen. 1986 wurde auch eine Abteilung für Moderne Kunst eröffnet, die sich in einem Neubau an der Moskwa direkt gegenüber dem Haupteingang des Gorki-Parks befindet. Das Hauptgebäude des Museums war indes von 1986 bis 1995 wegen Sanierung für Besucher geschlossen. Seit der Wiedereröffnung im April 1995 präsentiert die Tretjakow-Galerie in den grundrenovierten Gebäuden ihre Exposition in insgesamt 62 Sälen.
Aufgrund der COVID-19-Pandemie veröffentlichte die Tretjakow-Galerie zum ersten Mal in ihrer Geschichte eine volle Fotosammlung ihrer Ausstellungen auf dem russischsprachigen Internetportal „Yandex Kollekzii“. Die Verluste während der Schließzeit beliefen sich auf 2,7 Mio. Euro.
Direktorin der Tretjakow-Galerie ist seit März 2015 Selfira Tregulowa. Ihre Vorgängerin war seit Juli 2009 Irina Lebedewa (* 1956).

## Ständige Ausstellung

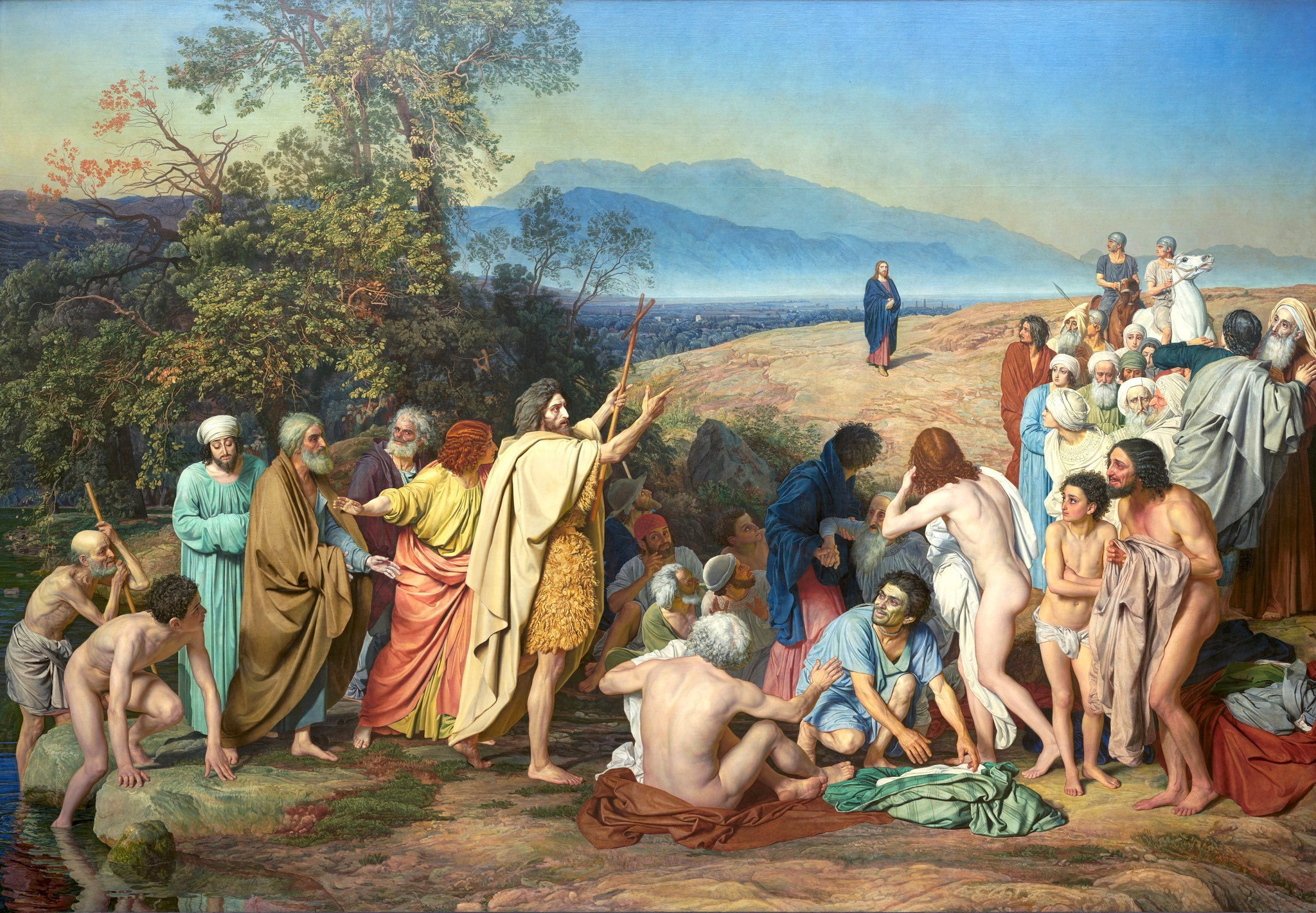
Das Gemälde Die Offenbarung des Christus gegenüber den Menschen von Alexander Iwanow, 1837–1857

Heute umfassen die Bestände der Tretjakow-Galerie rund 140.000 Ausstellungsstücke, darunter etwa 15.000 Gemälde, je 4500 Ikonen und Skulpturen und über 100.000 Zeichnungen, Grafiken und ähnliche Kunstwerke. Der größte Teil der Sammlung ist in den Hauptgebäuden der Galerie in Samoskworetschje untergebracht: Dort findet man Kunstwerke aus dem Zeitraum vom 11. Jahrhundert bis zum Anfang des 20. Jahrhunderts. Diese Sammlung umfasst Werke nahezu aller bekannten russischen Künstler dieser Epochen. Die Kunst des späteren 20. Jahrhunderts ist in der 1986 eröffneten Abteilung für Moderne Kunst zu sehen. Ebenfalls zum Museumskomplex gehören das Wasnezow-Haus im nördlichen Teil der Moskauer Altstadt sowie die Ende des 17. Jahrhunderts errichtete St.-Nikolaus-Kirche nahe dem Galerie-Hauptgebäude.

## Sonderausstellung
Vom 22. April 2021 bis 8. August 2021 fand in Zusammenarbeit mit den Staatlichen Kunstsammlungen Dresden eine Sonderausstellung unter dem Titel Träume von Freiheit. Romantik in Russland und Deutschland statt. Die Ausstellung wurde vom Deutschen Auswärtigen Amt, der Deutsch–Russischen Auslandshandelskammer und dem Goethe-Institut in Moskau unterstützt. Das Ausstellungsdesign wurde vom Architekten Daniel Libeskind gestaltet.

## Kunstwerke (Auswahl)

### Gemälde
Karl Pawlowitsch Brjullow

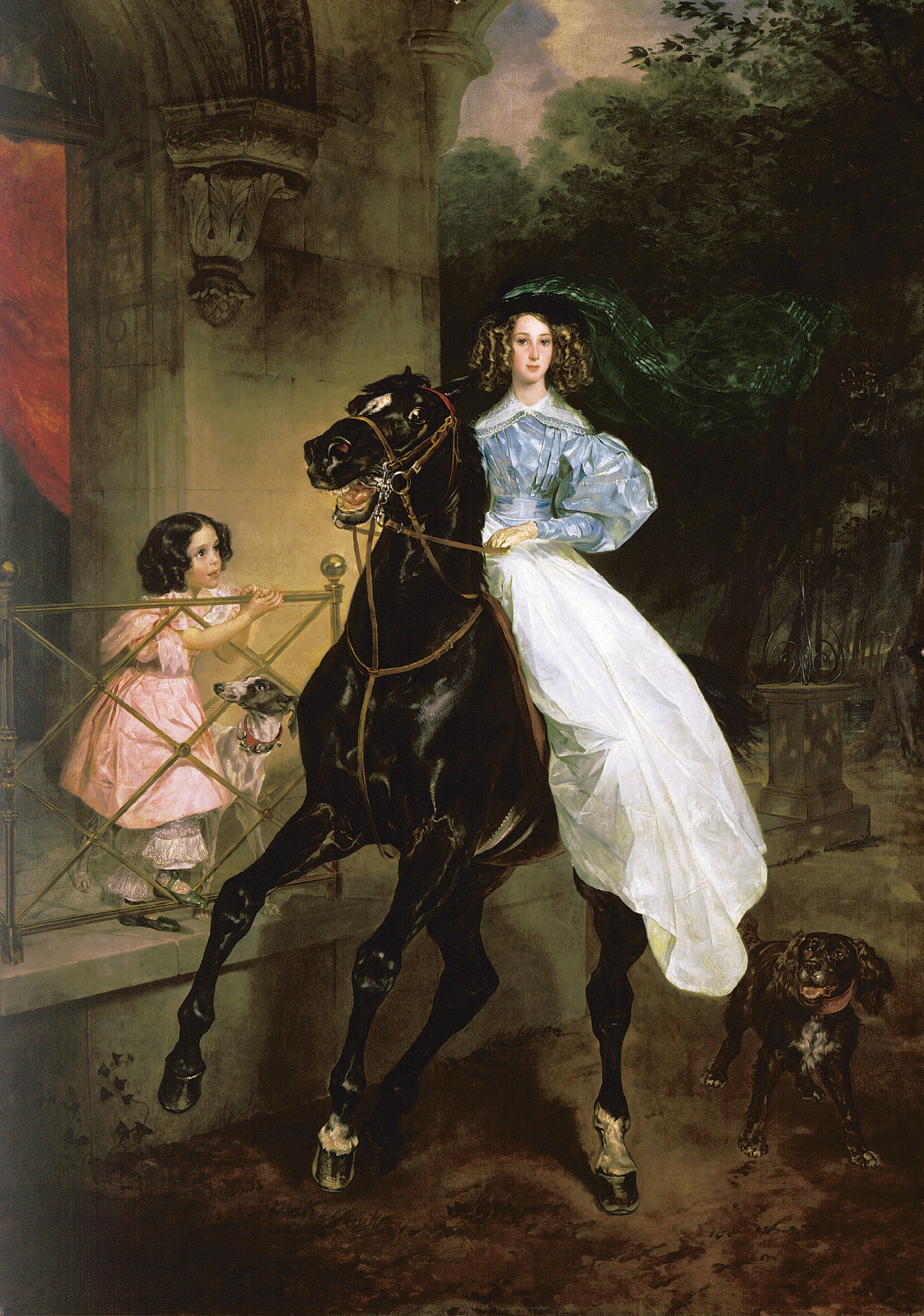
Reiterin, 1832

Konstantin Dmitrijewitsch Flawizki

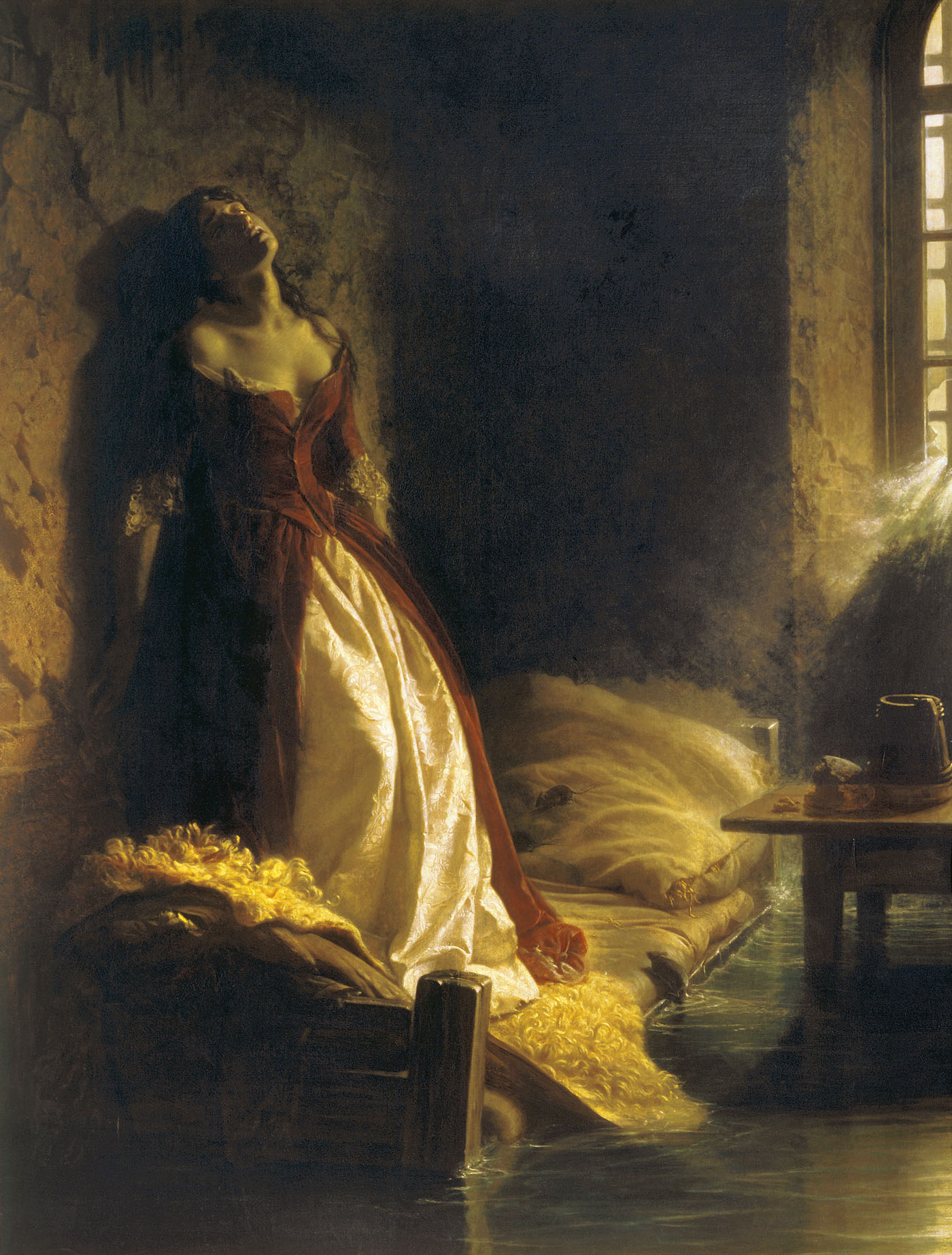
Tod der Fürstin Tarakanowa, 1864

Alexander Andrejewitsch Iwanow

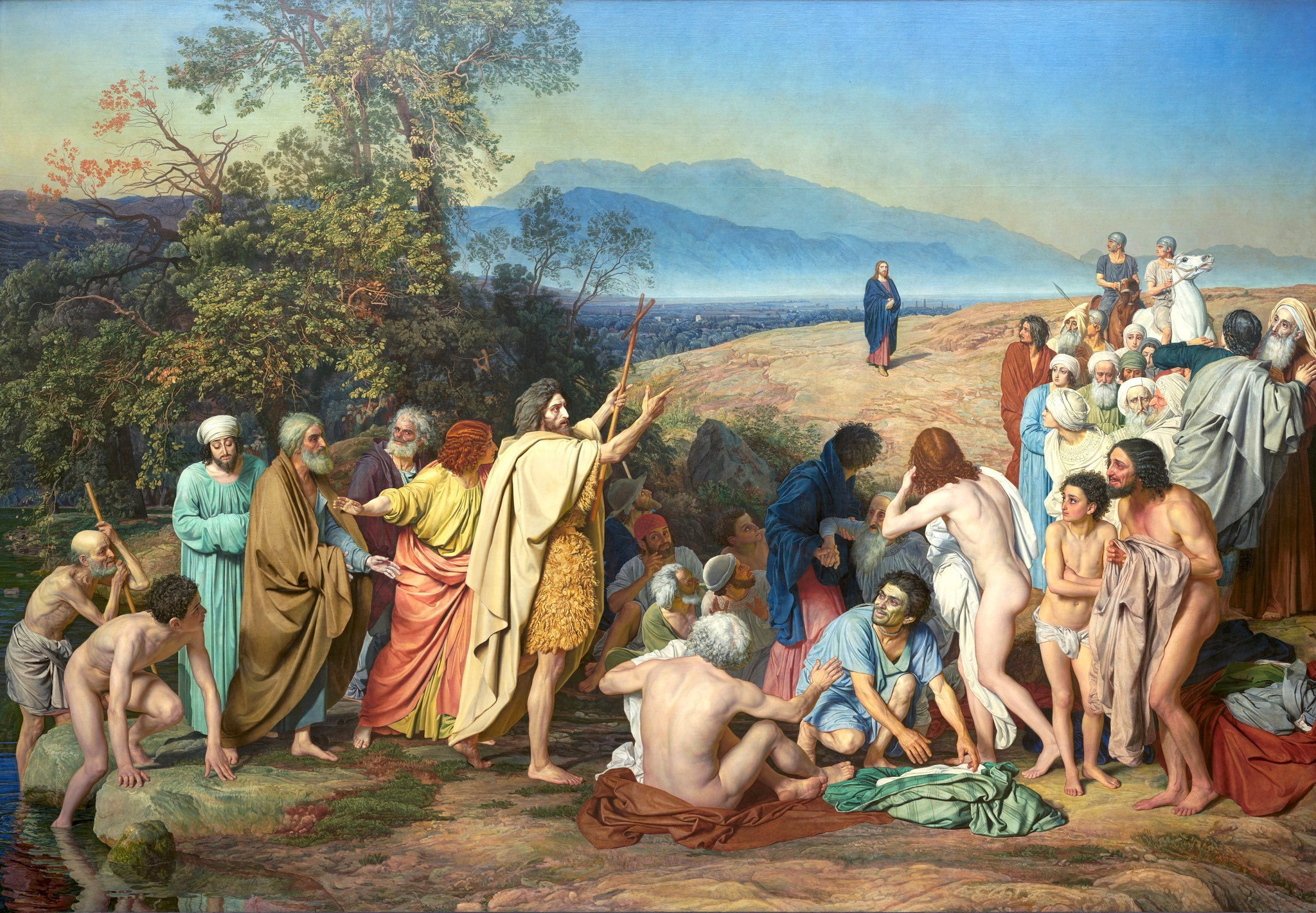
Die Offenbarung des Christus gegenüber den Menschen, 1837–1857

Iwan Nikolajewitsch Kramskoi

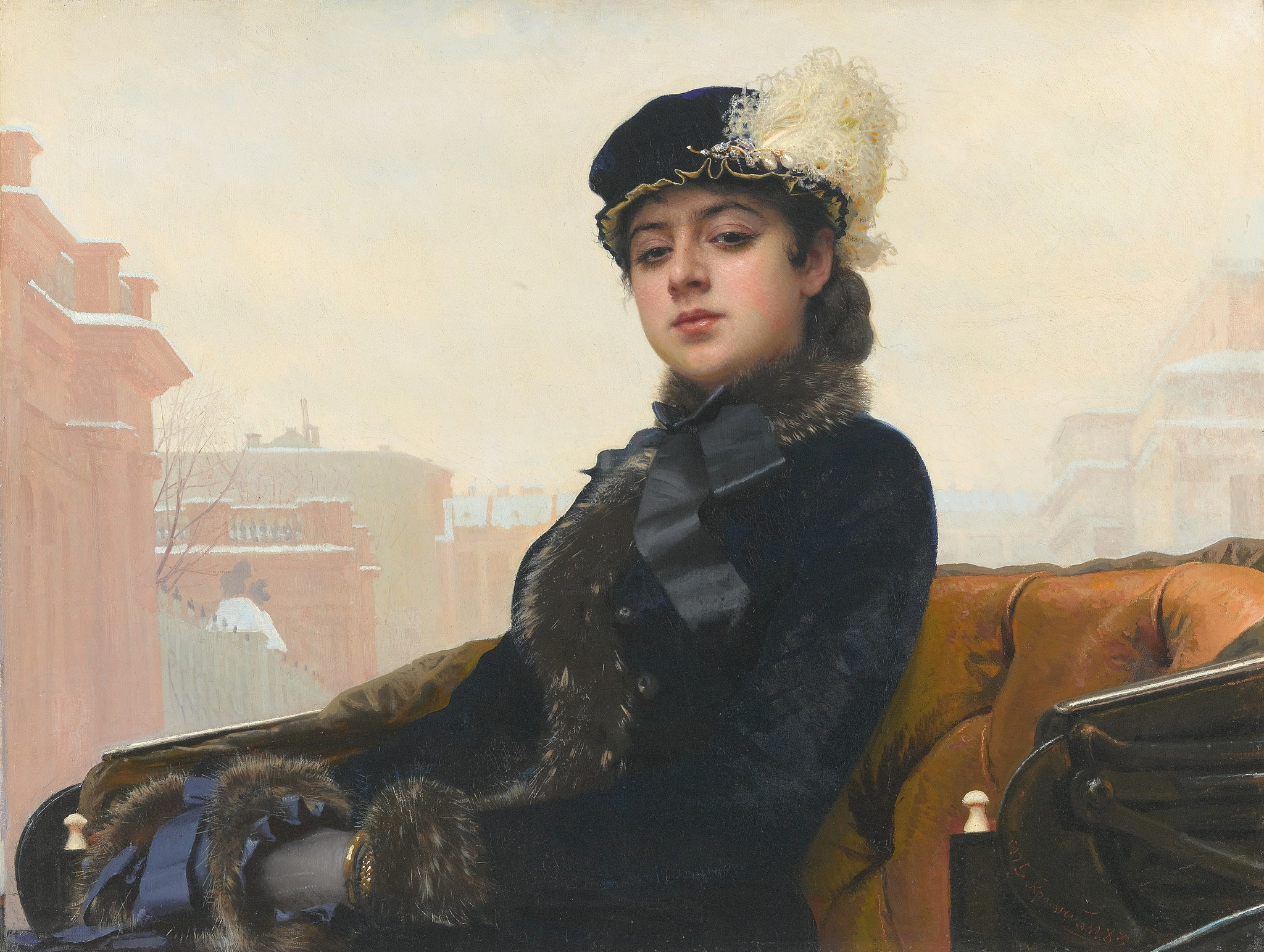
Die Unbekannte, 1883
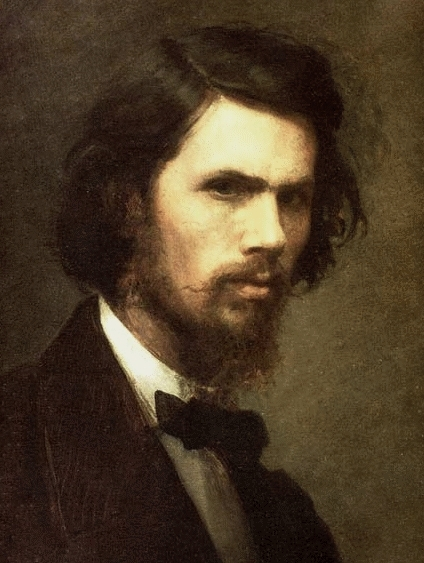
Selbstporträt aus dem Jahre 1867
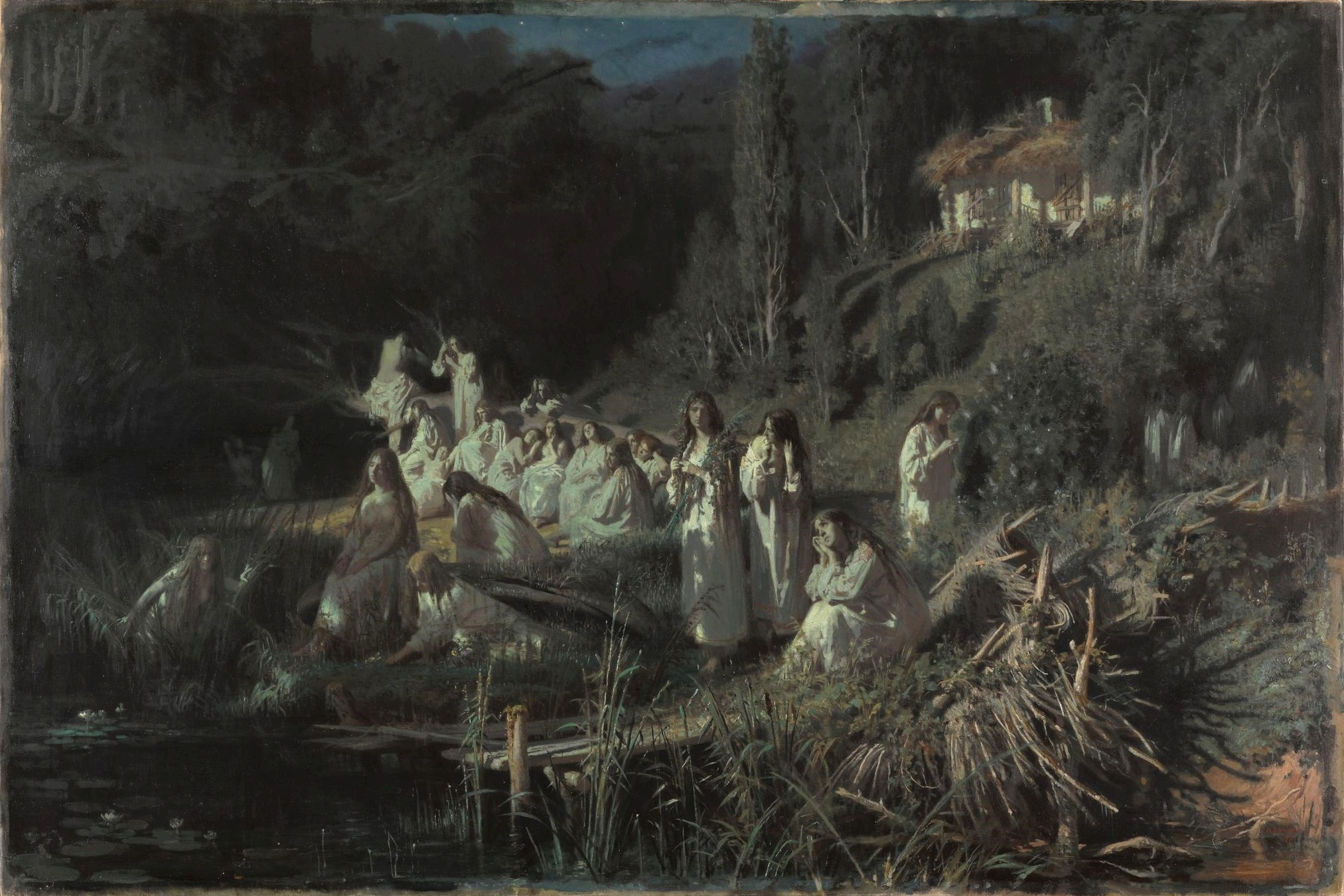
Nixen, 1871
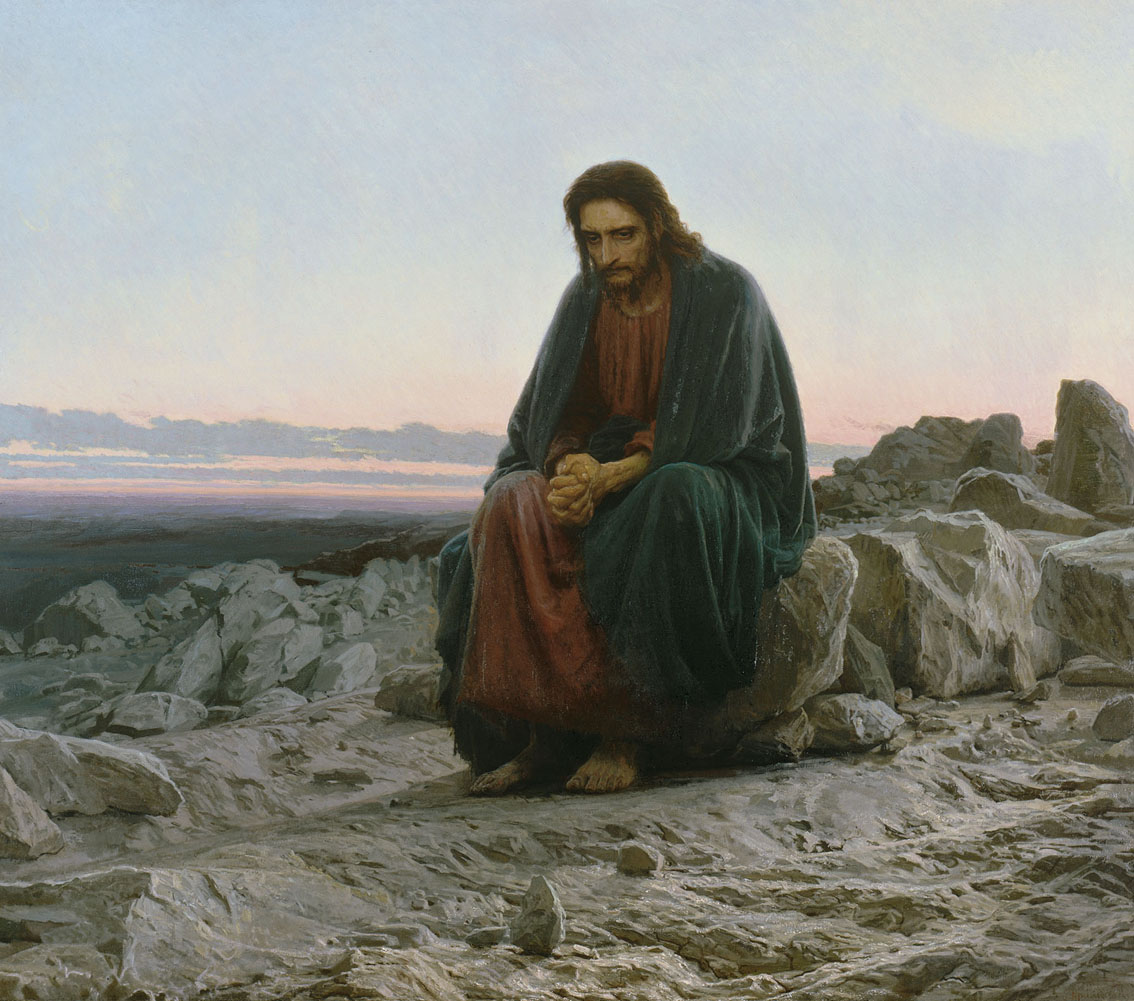
Christus in der Wüste (1872)
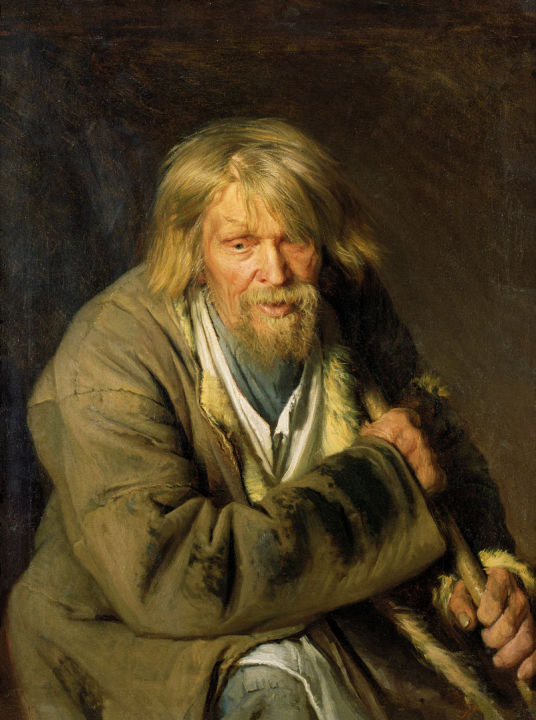
Alter Mann mit Krücke, 1872
Leo Tolstoi, 1873
Iwan Schischkin, 1873
Iwan Schischkin, 1880
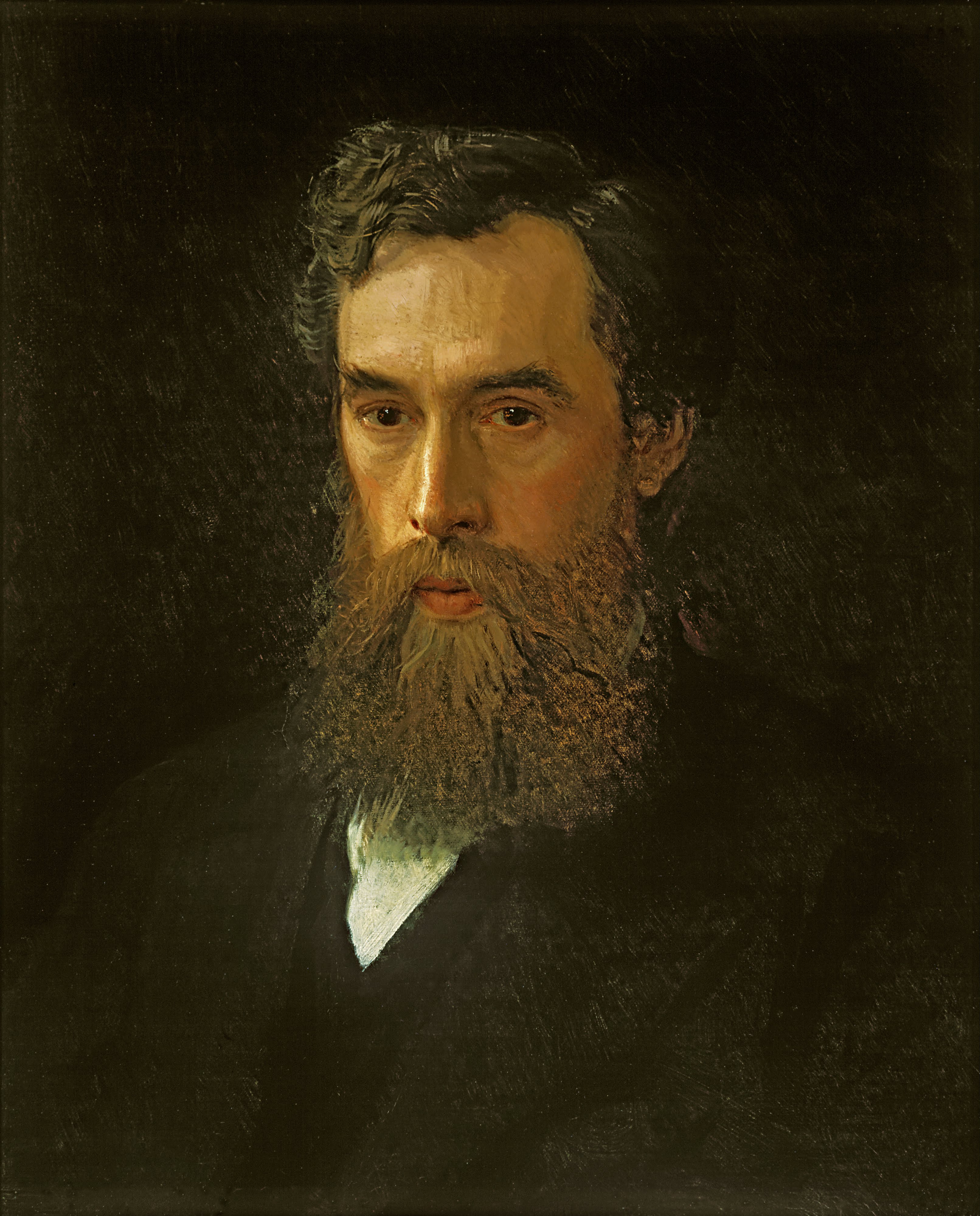
Pawel Michailowitsch Tretjakow
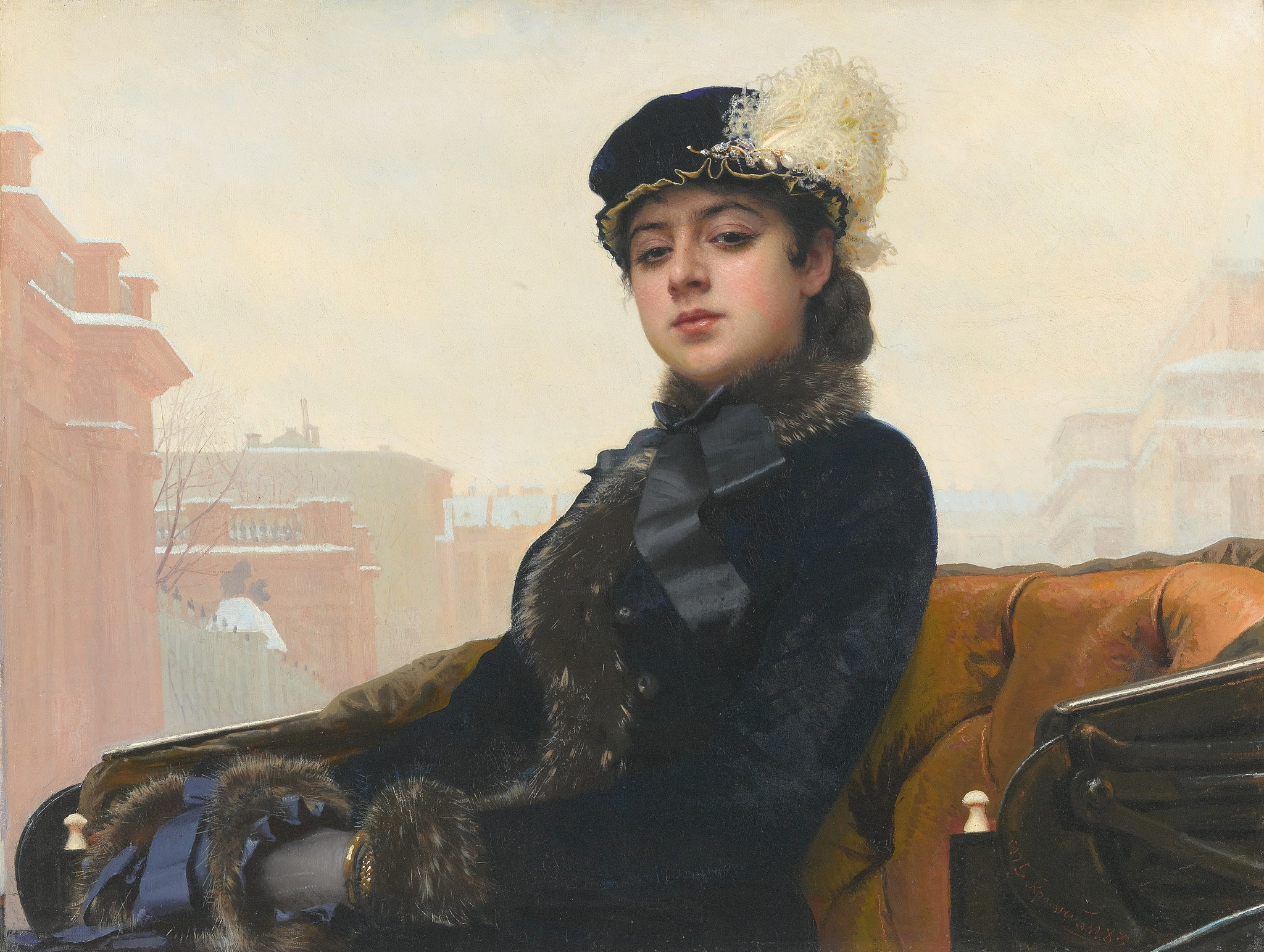
Die Unbekannte, 1883
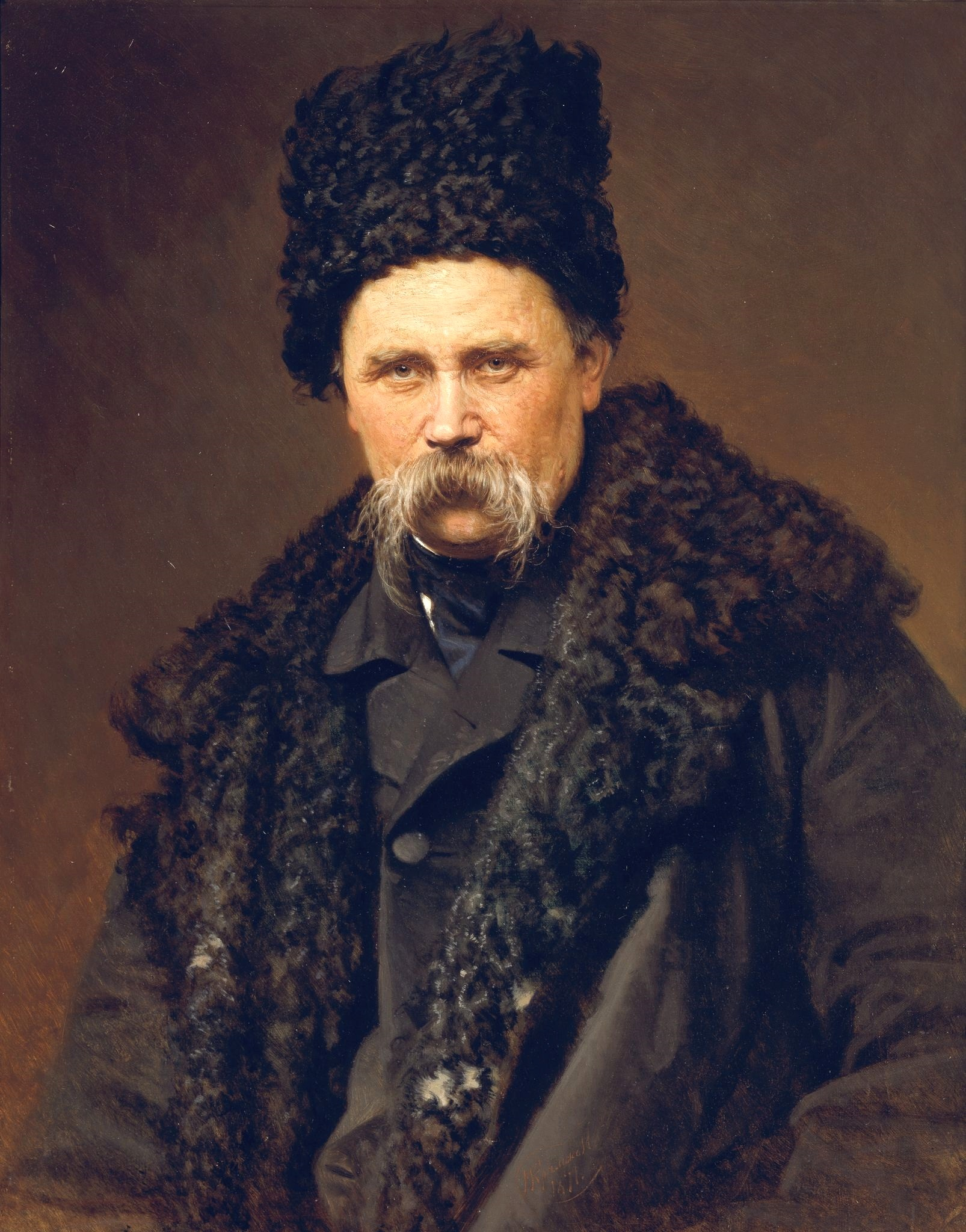
Taras Schewtschenko
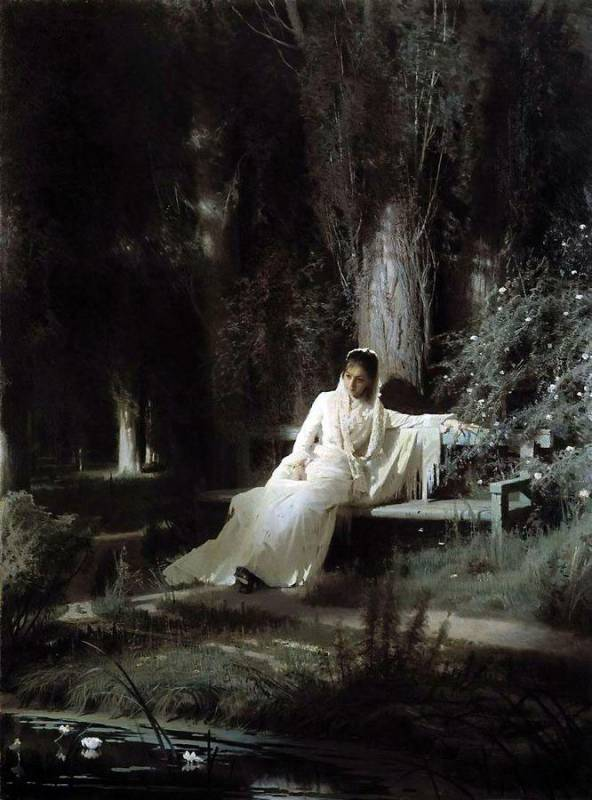
Mondnacht
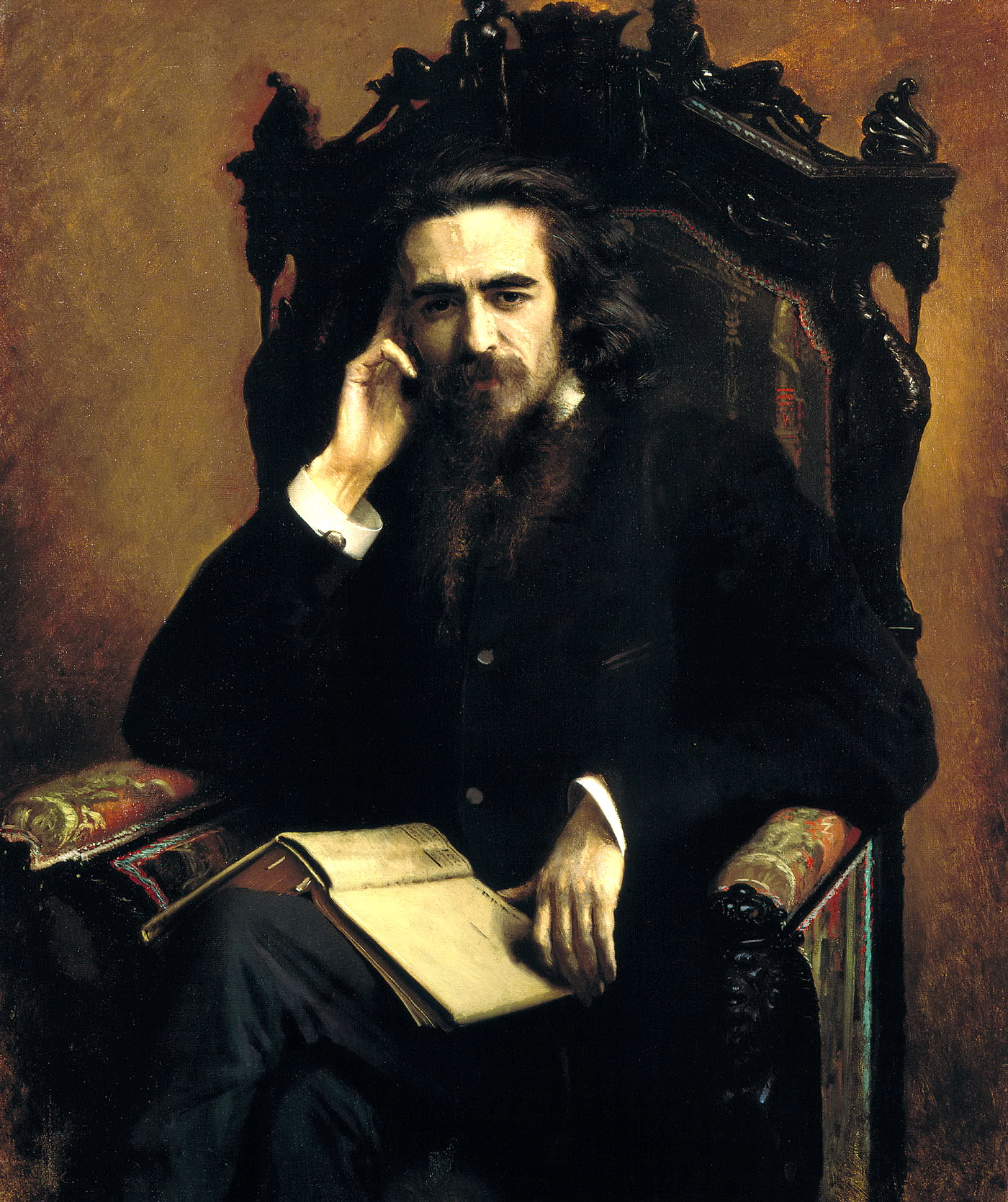
Wladimir Sergejewitsch Solowjow, 1885
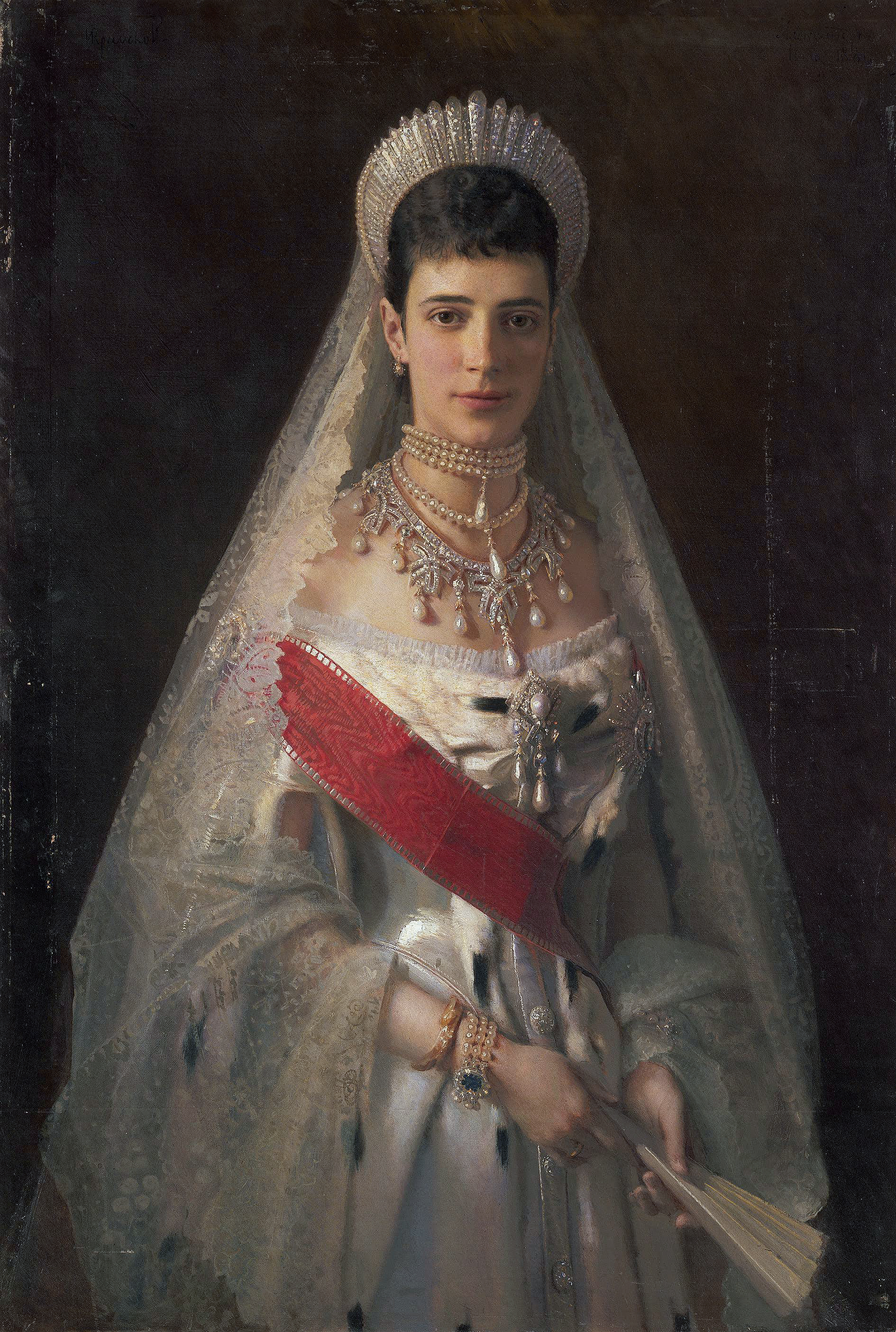
Maria Feodorowna
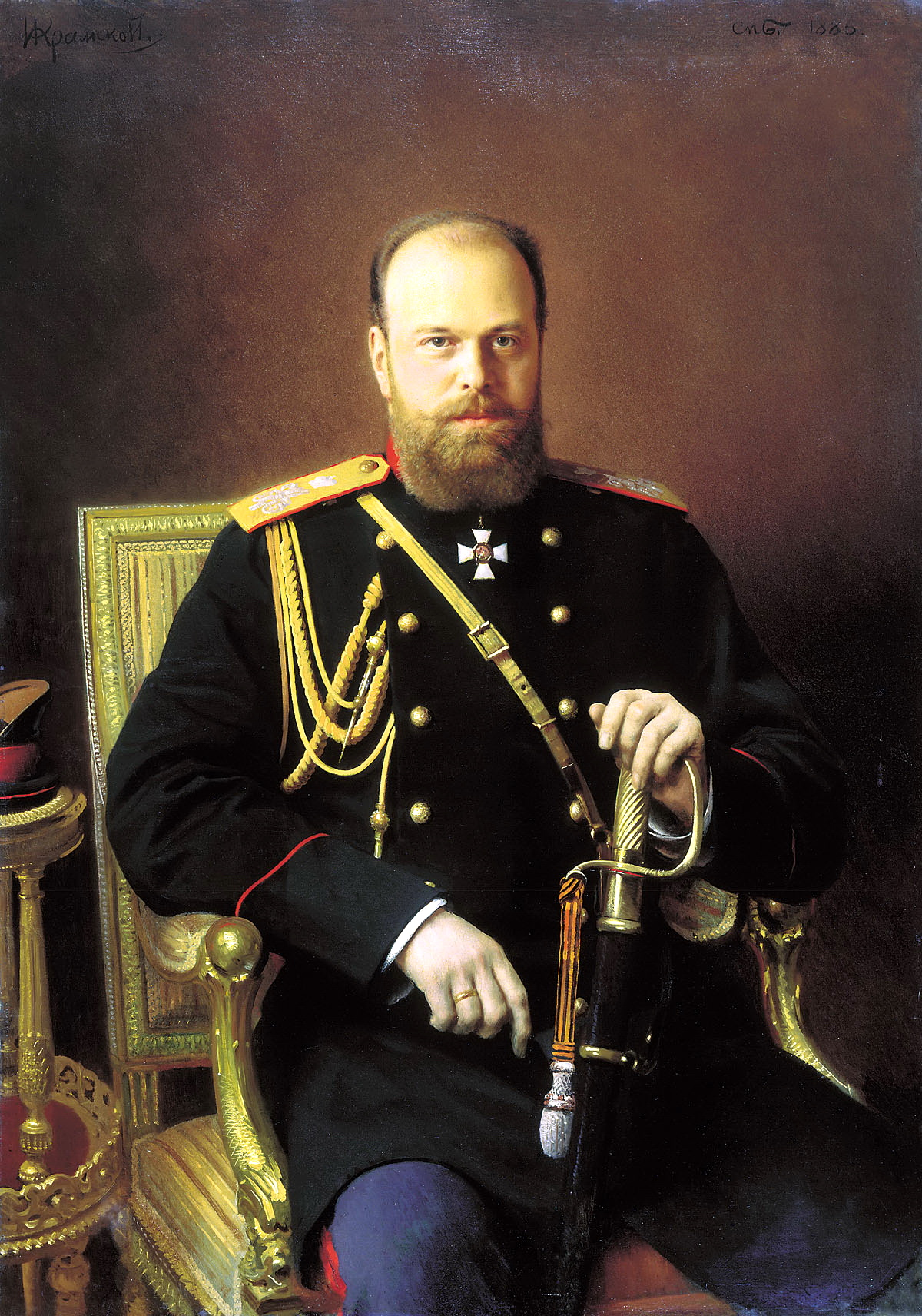
Zar Alexander III, 1886
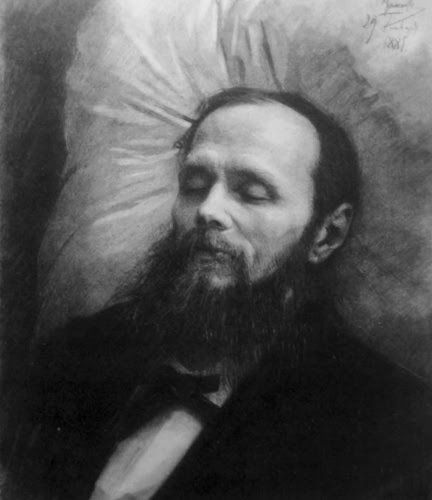
Dostojewski auf dem Totenbett, Zeichnung, 29. Januar 1881'

Kasimir Sewerinowitsch Malewitsch

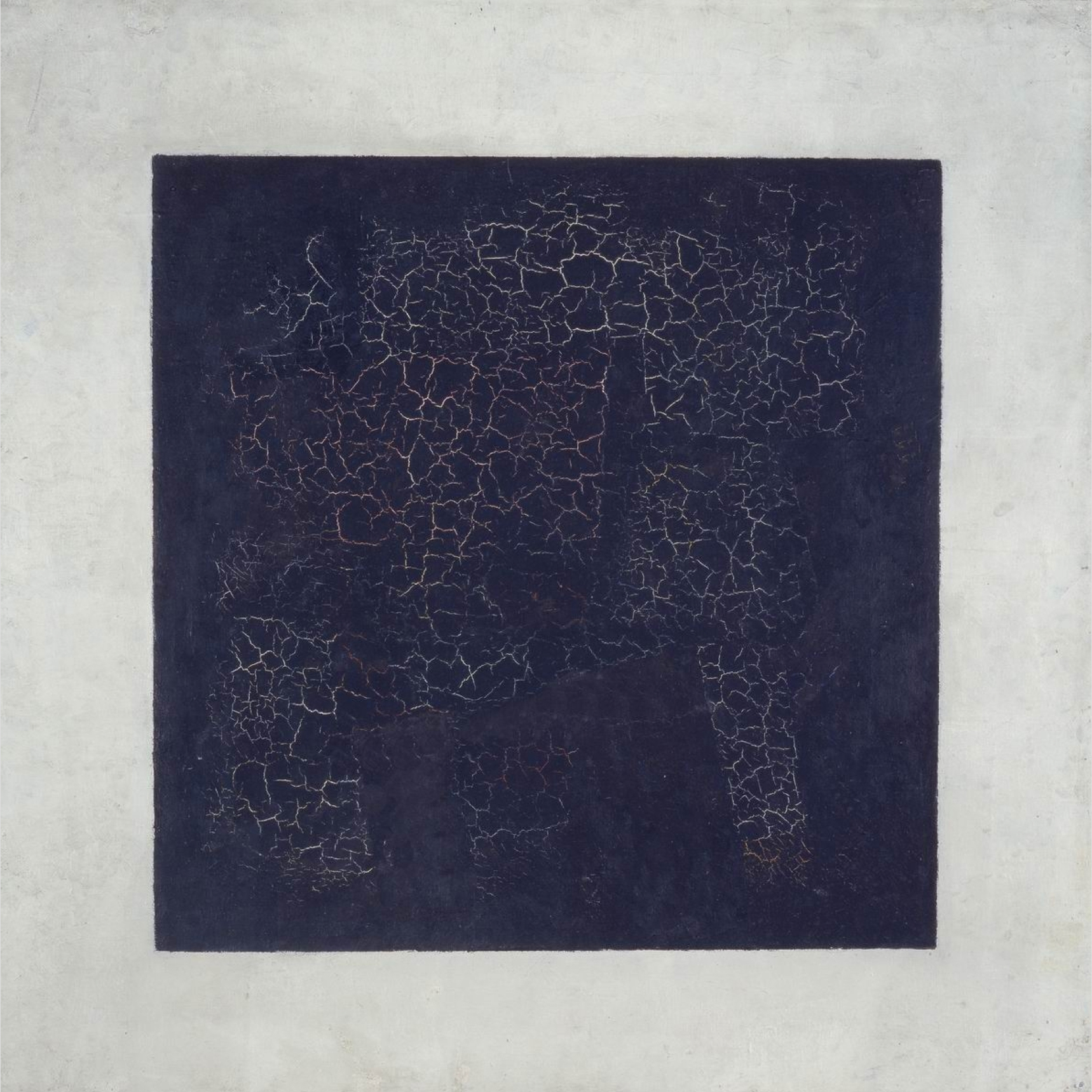
Das schwarze Quadrat, 1915

Wassili Grigorjewitsch Perow

Jäger ruhen, 1871
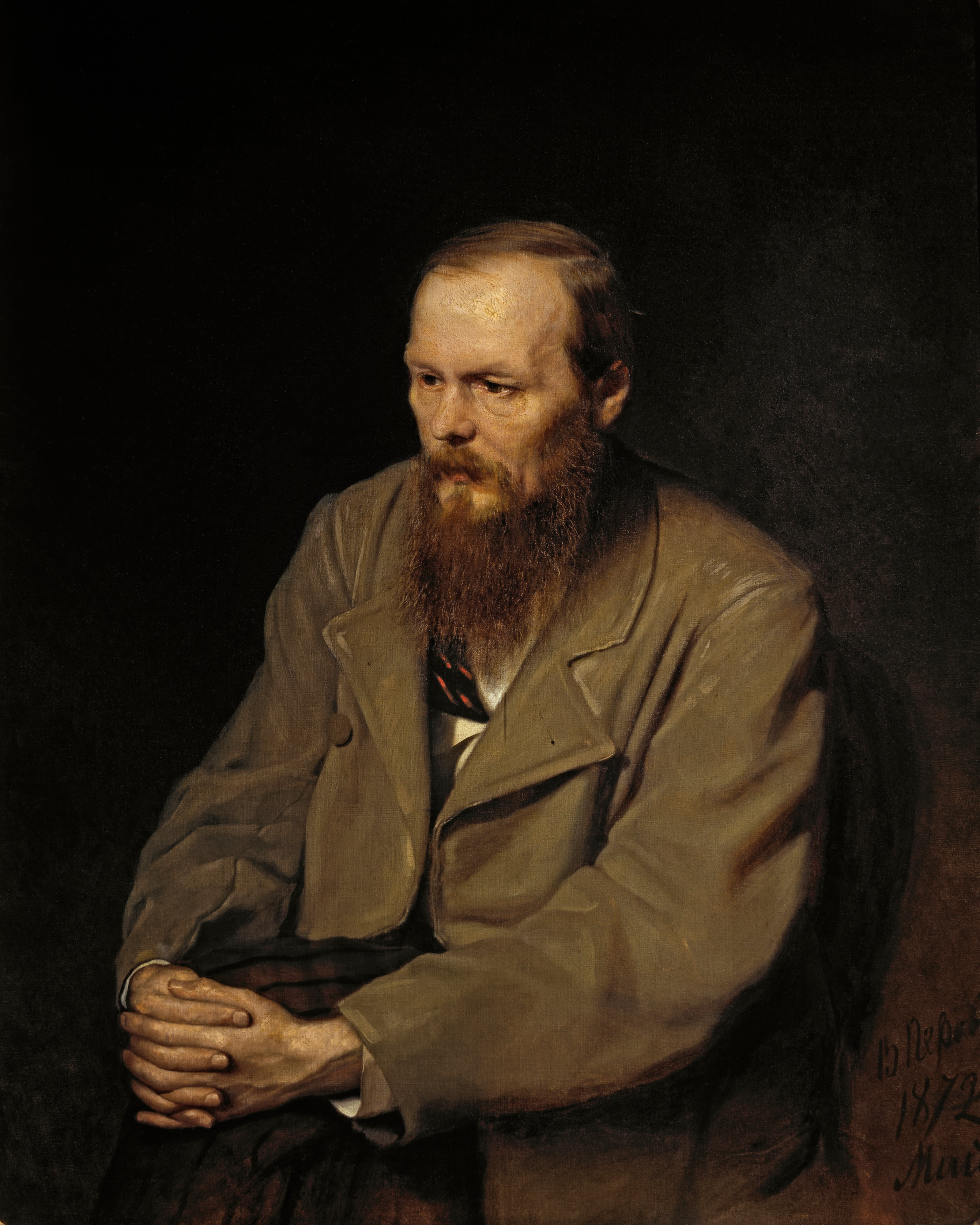
Porträt von Fjodor Dostojewski, 1872
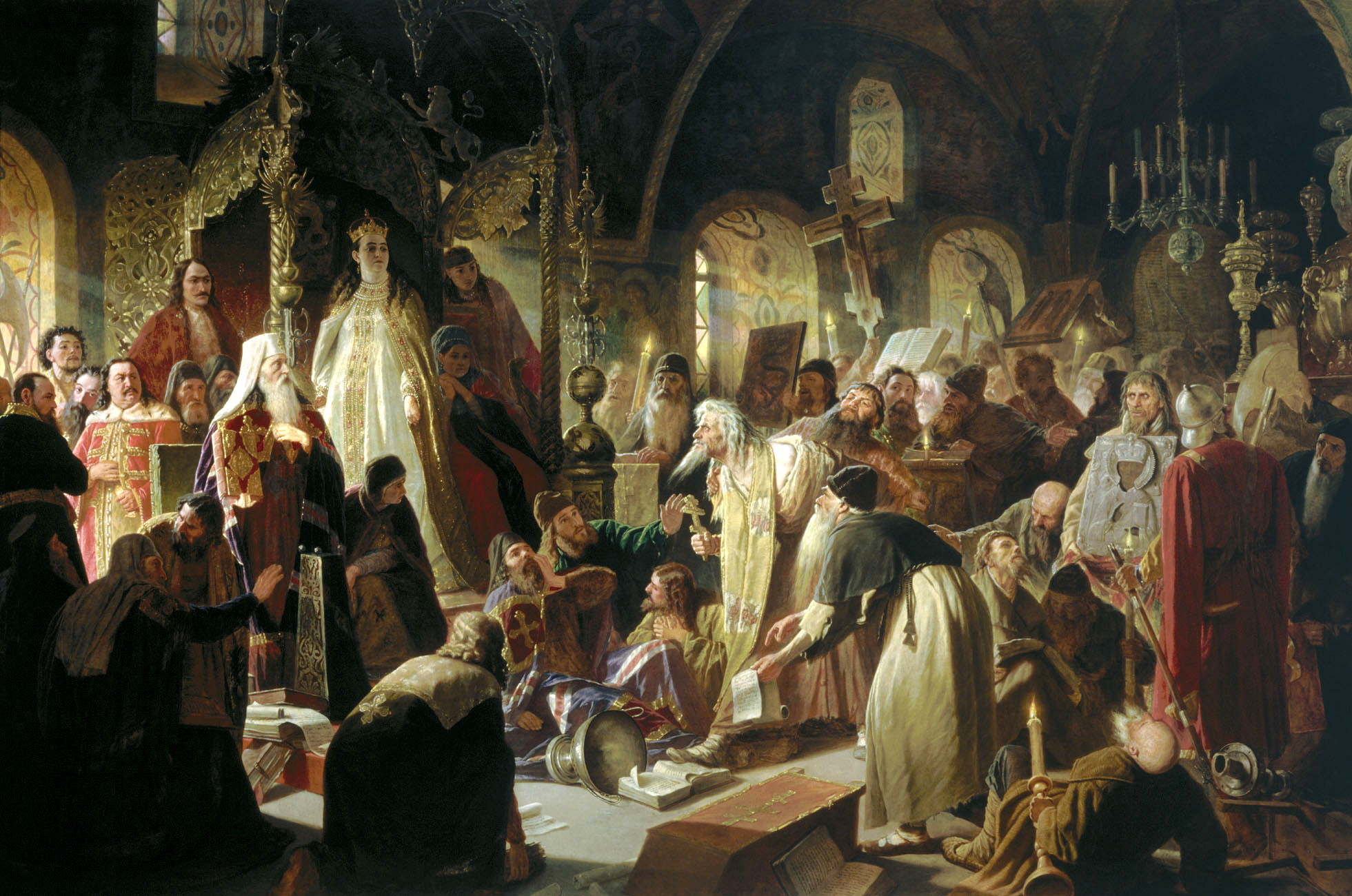
Nikita Pustoswjat. Streit über den Glauben, 1881

Ilja Jefimowitsch Repin

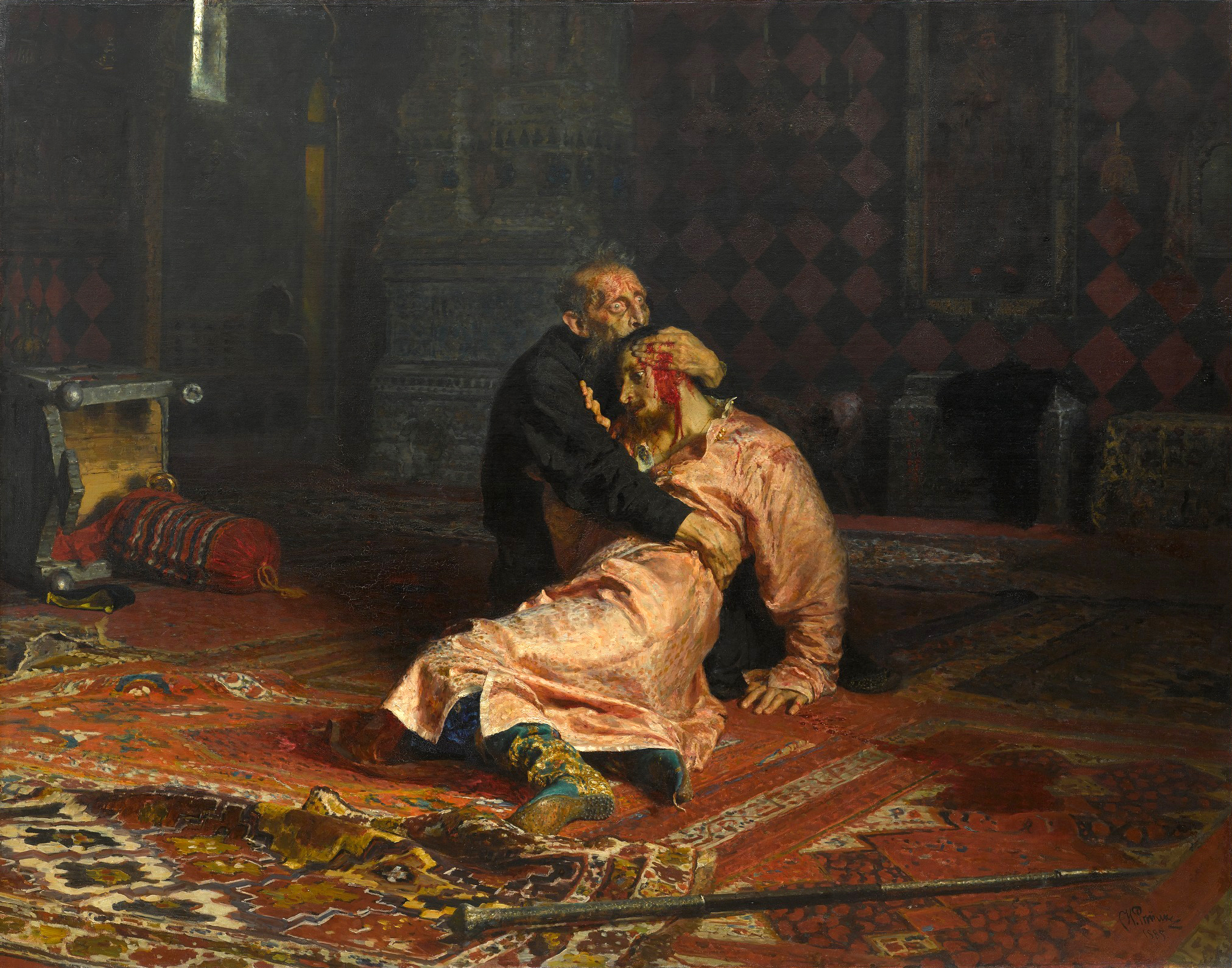
Iwan der Schreckliche und sein Sohn, 1870–1873
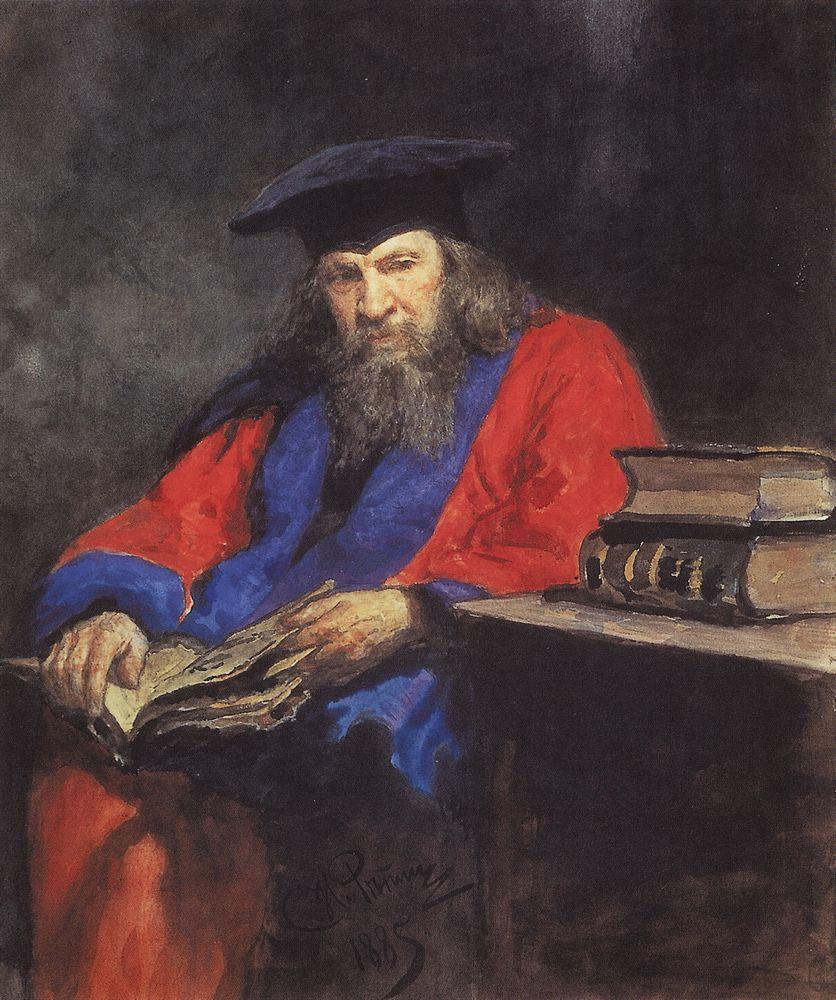
Dmitri Iwanowitsch Mendelejew, 1885
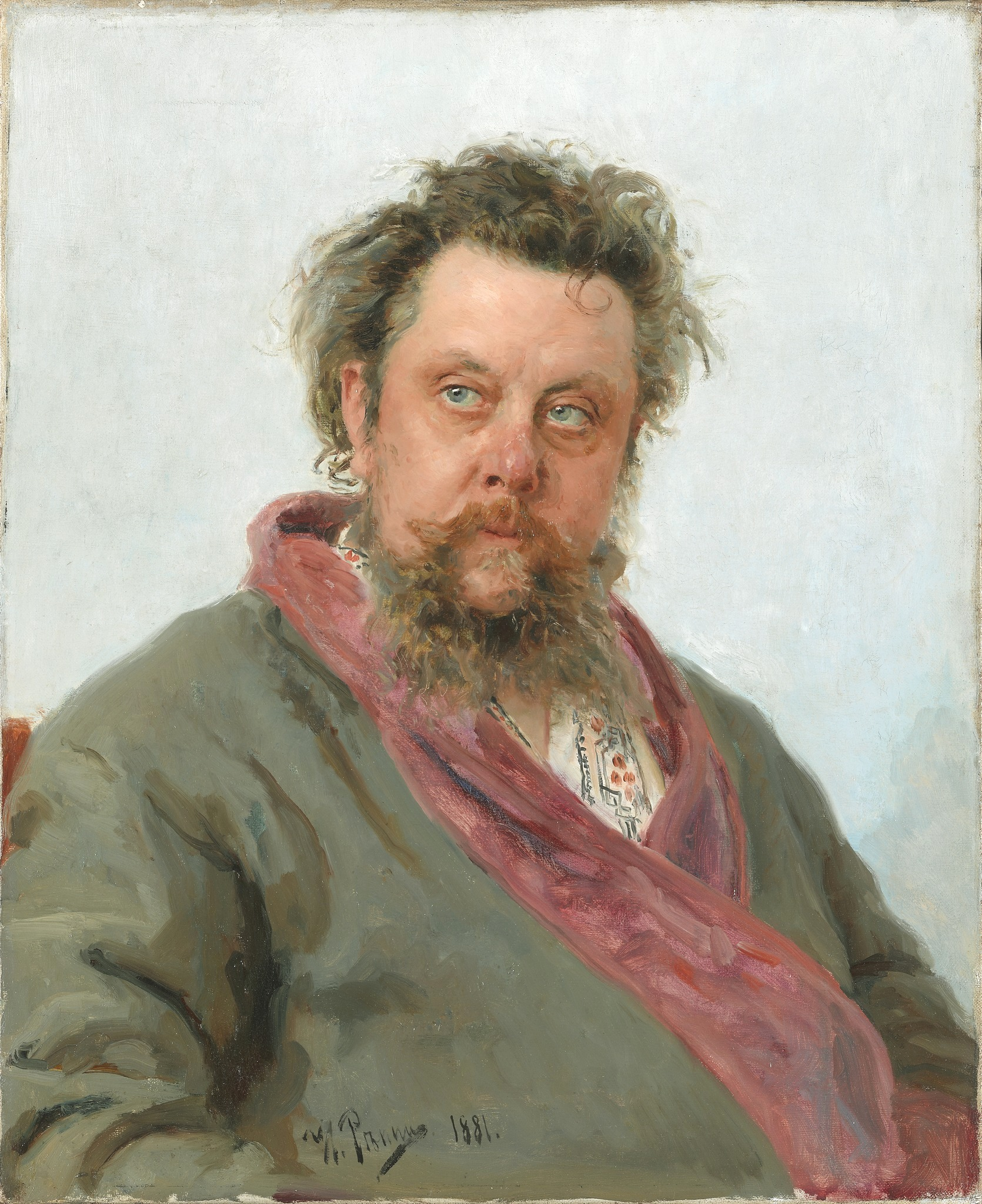
Modest Mussorgsky, 1881
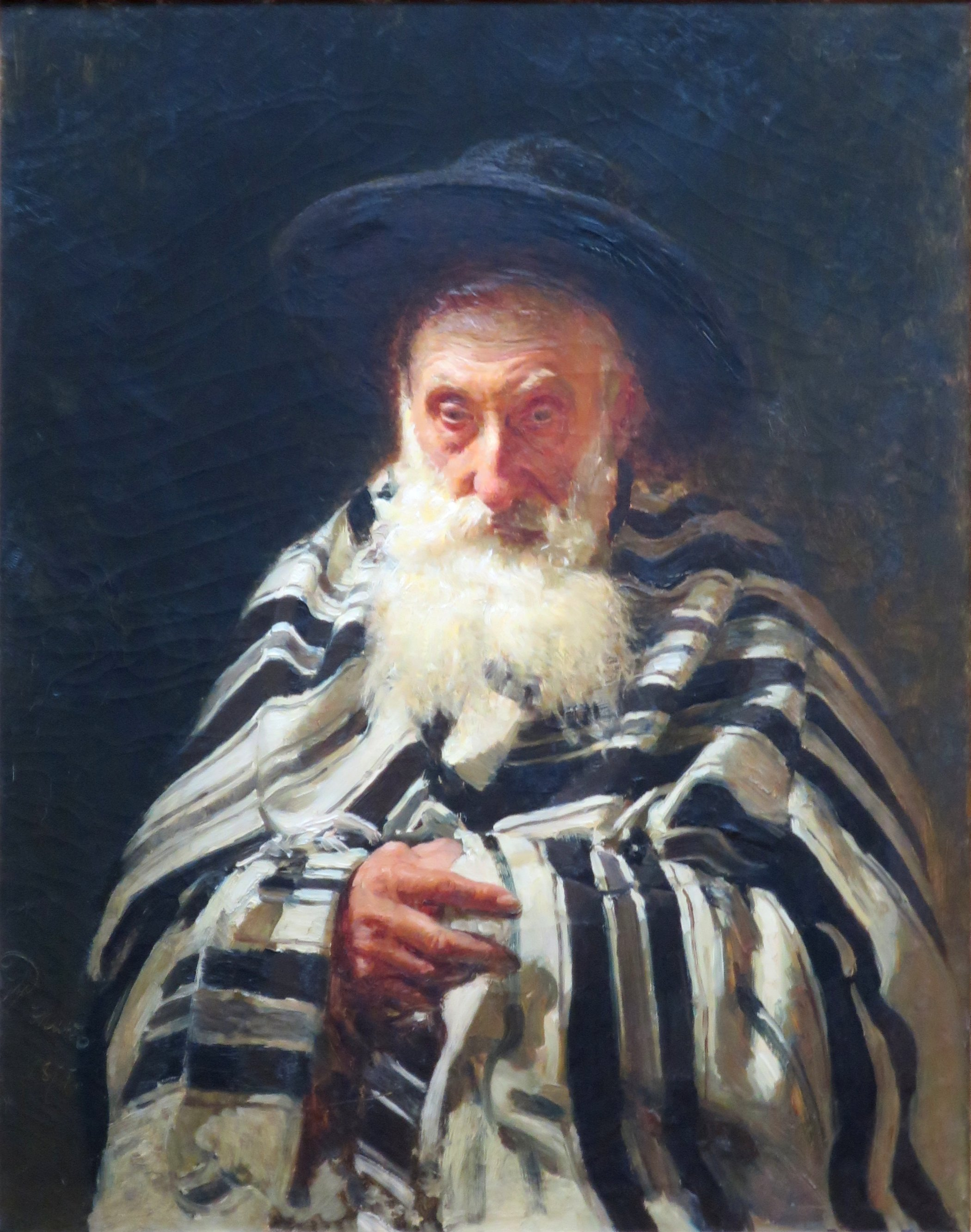
Jude im Gebet, 1875
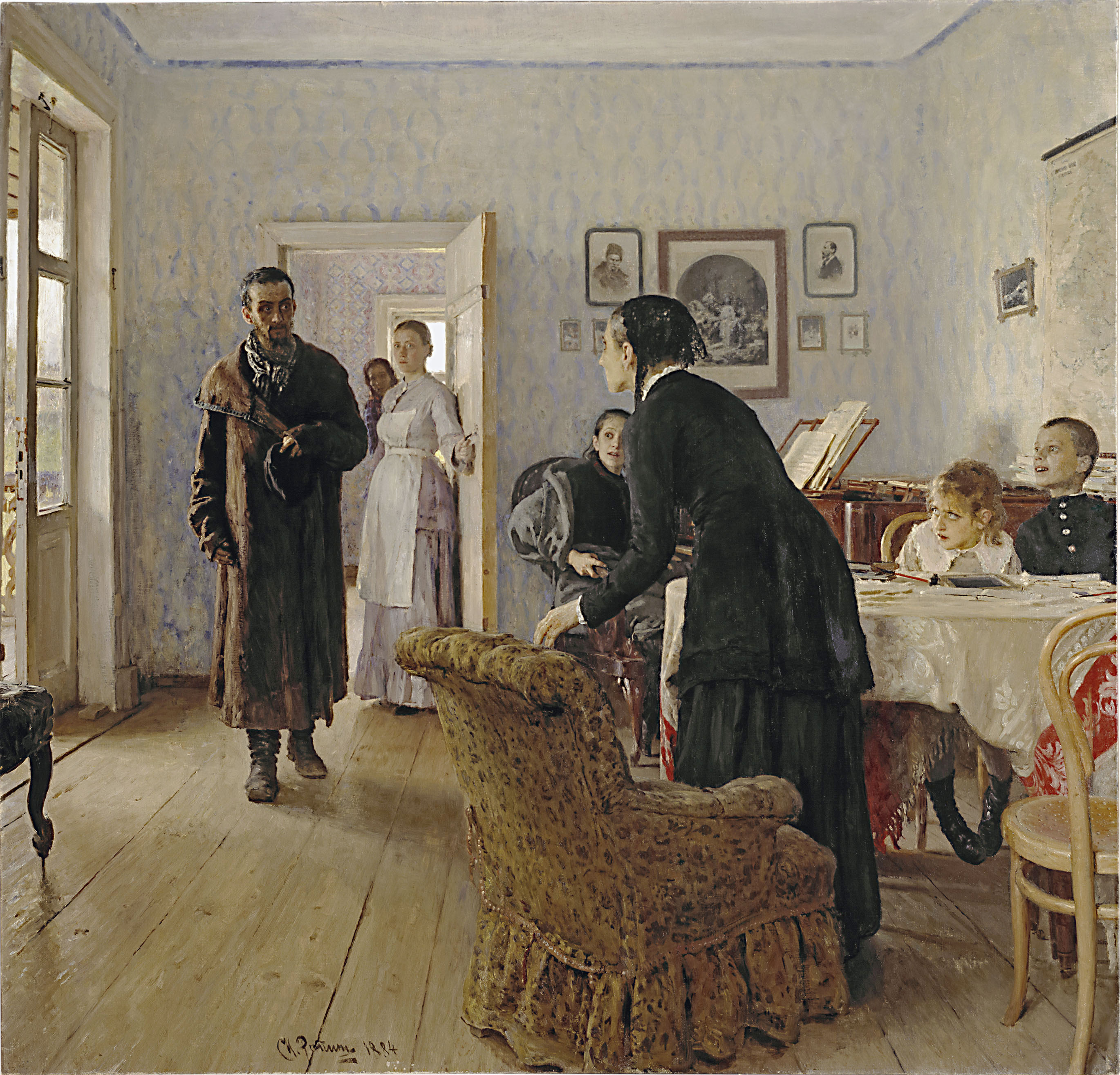
Unerwartete Heimkehr, 1884–1888

Walentin Alexandrowitsch Serow

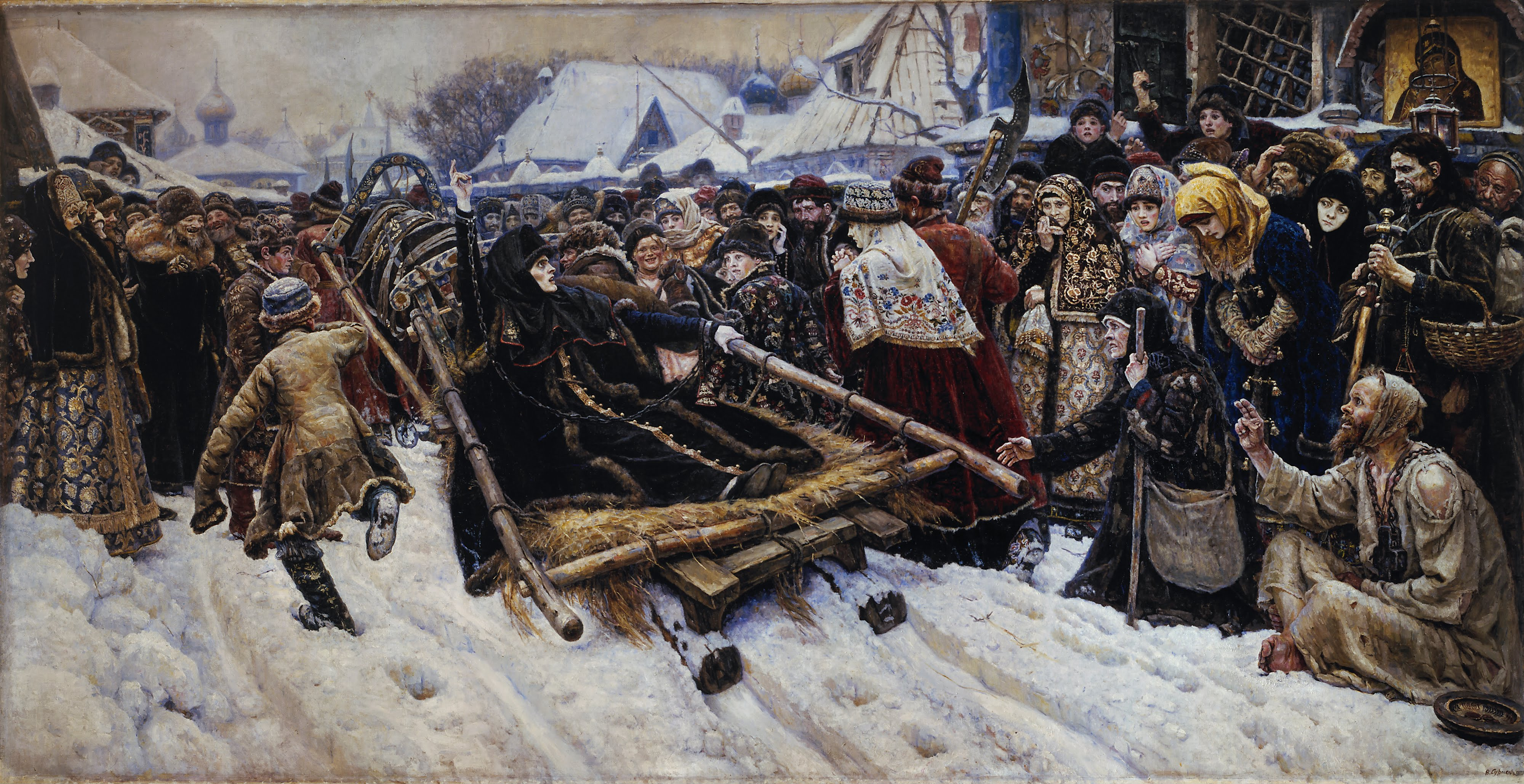
Die Bojarin Morosowa, 1884–1887

Wassili Iwanowitsch Surikow

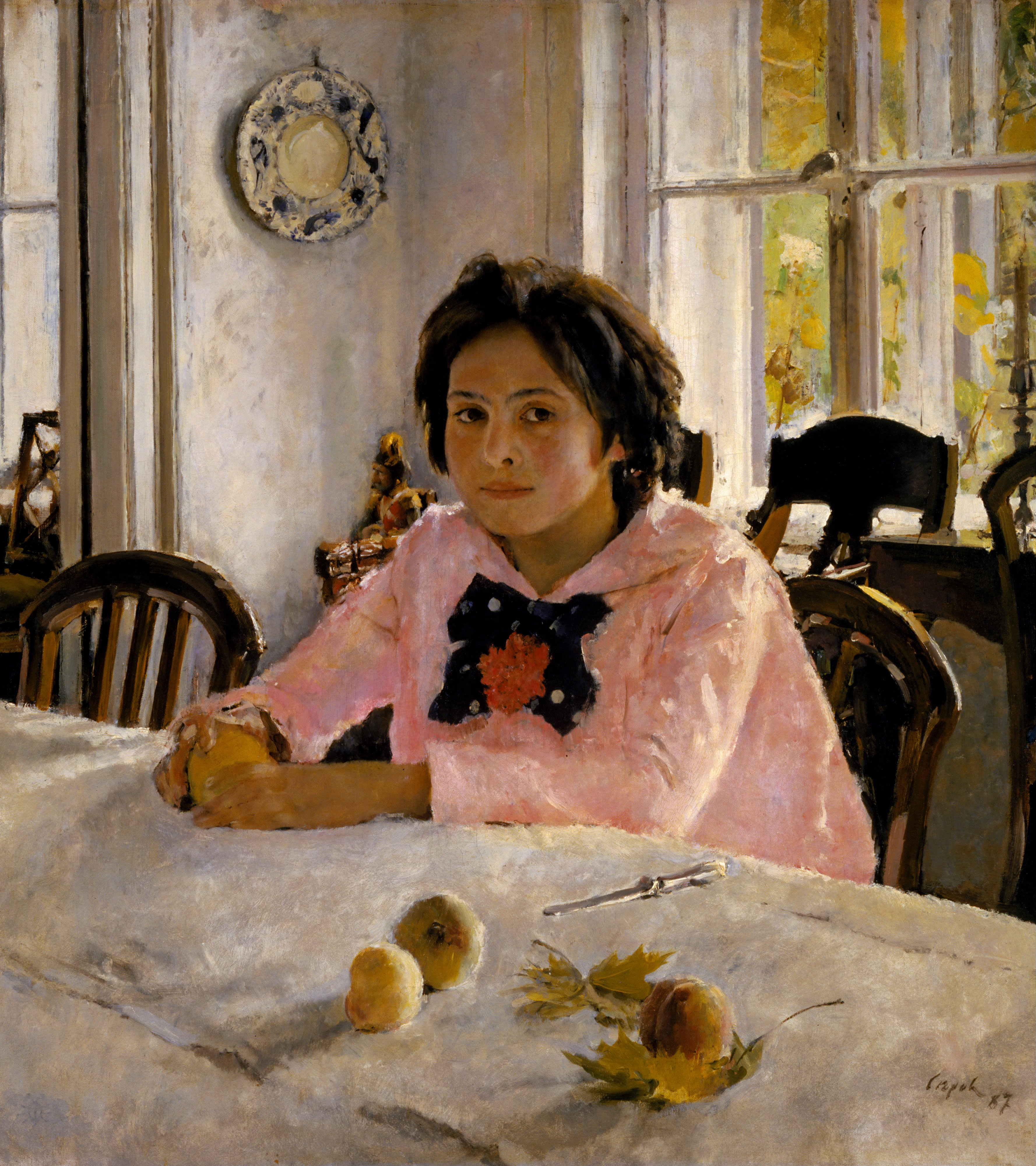
Das Mädchen mit den Pfirsichen, 1887
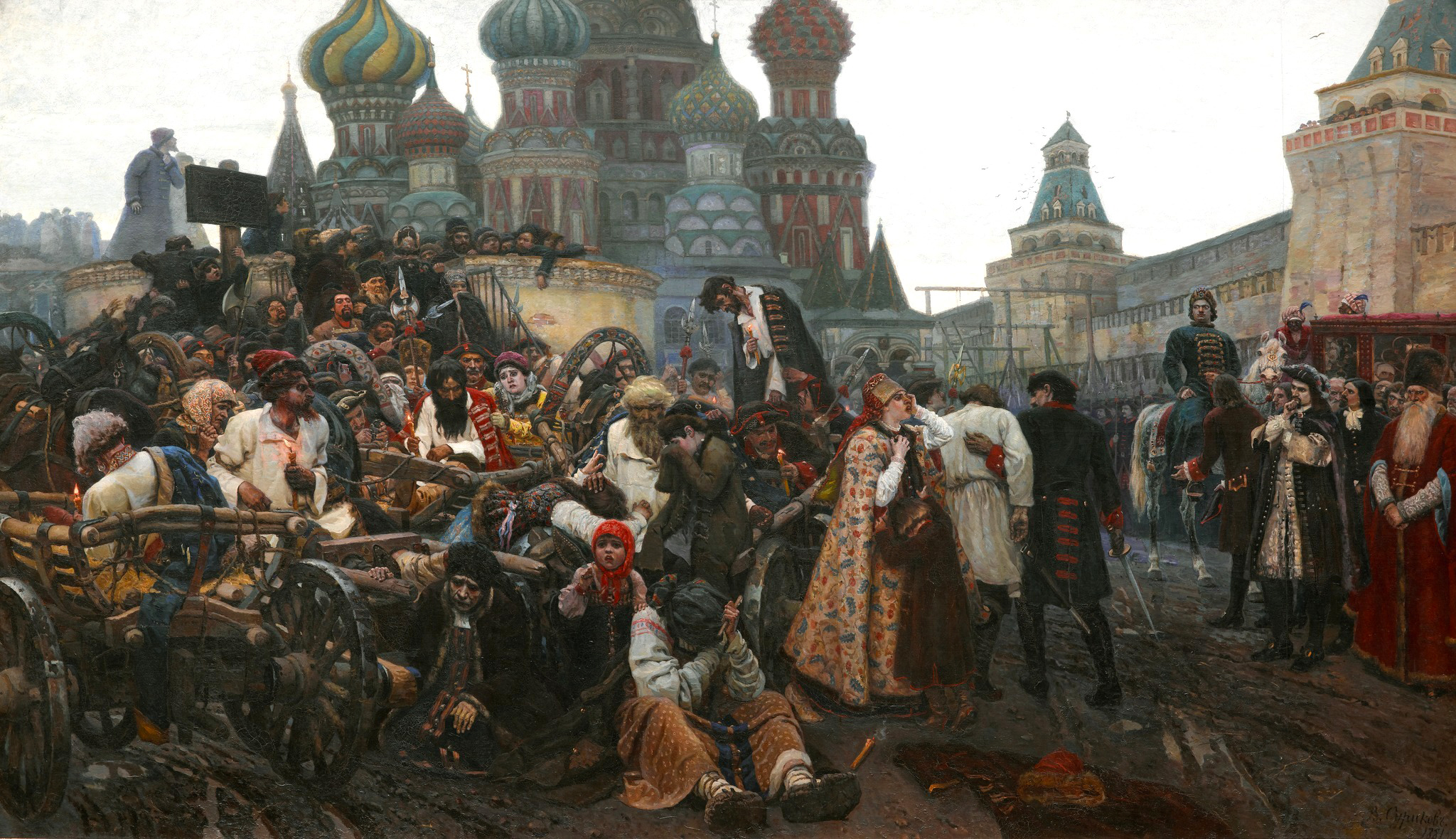
Am Morgen der Hinrichtung der Strelizen, 1881

Iwan Iwanowitsch Schischkin und Konstantin Apollonowitsch Sawizki

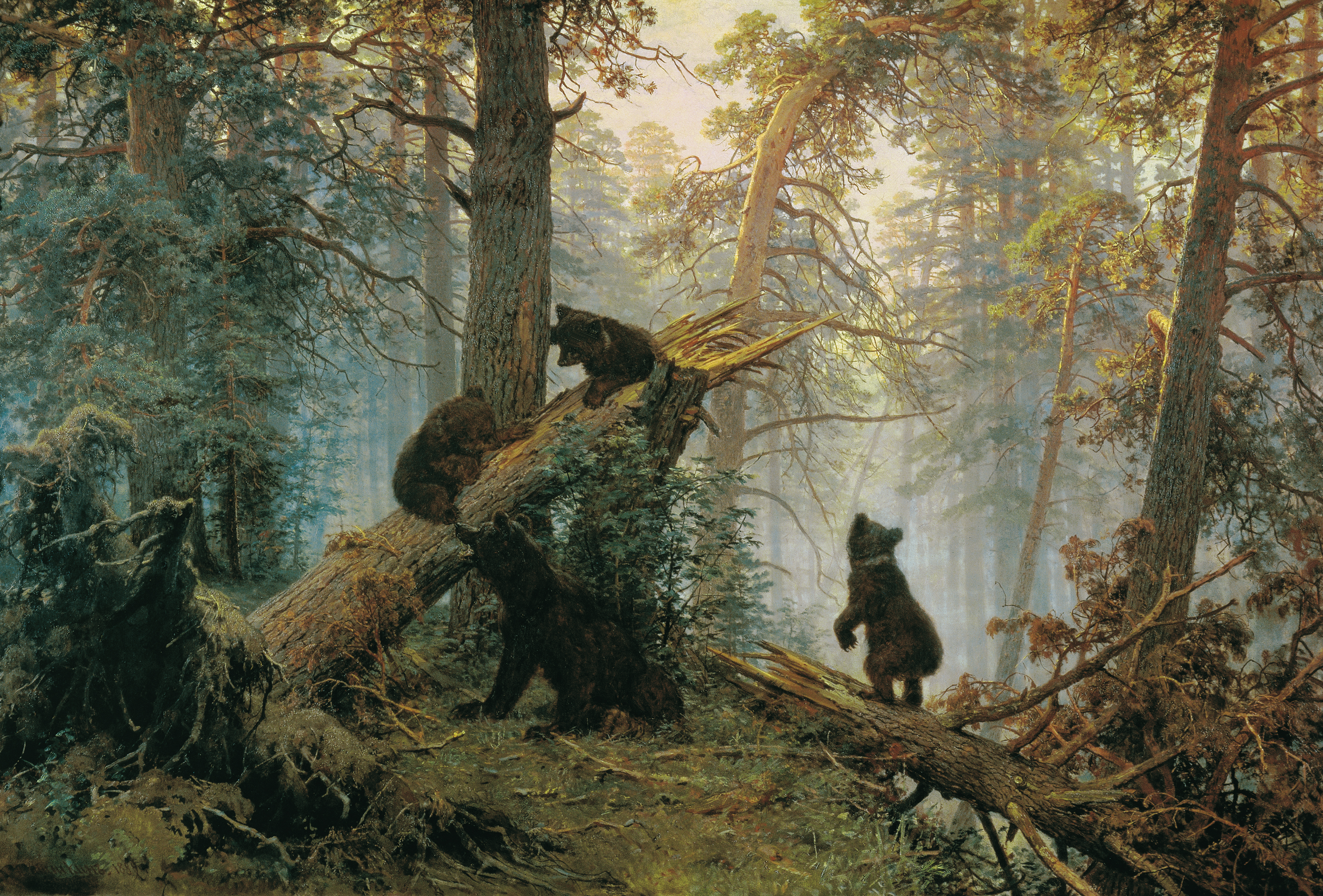
Morgen im Kiefernwald, 1889

Wiktor Michailowitsch Wasnezow

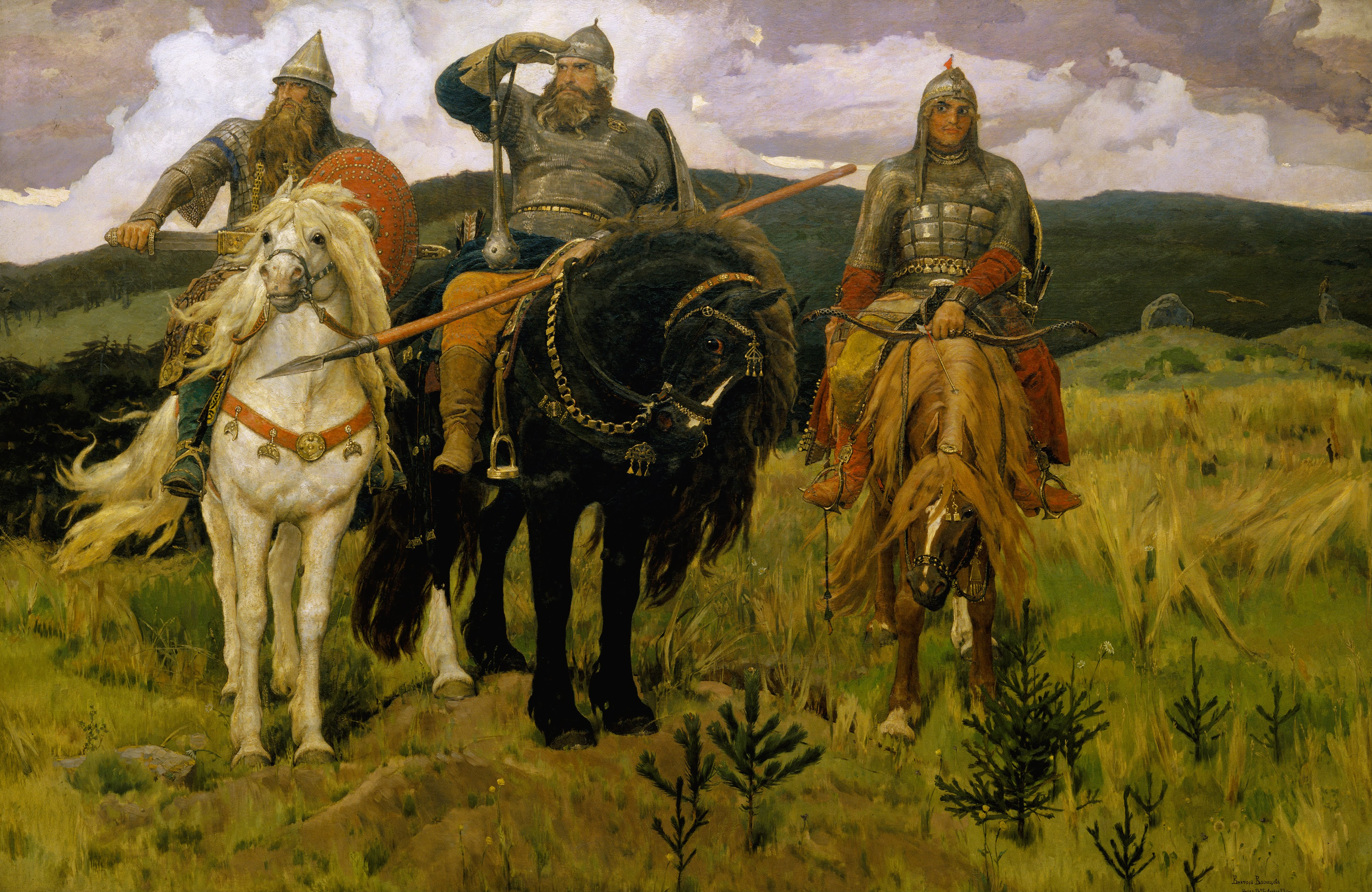
Bogatyri, 1881–1898
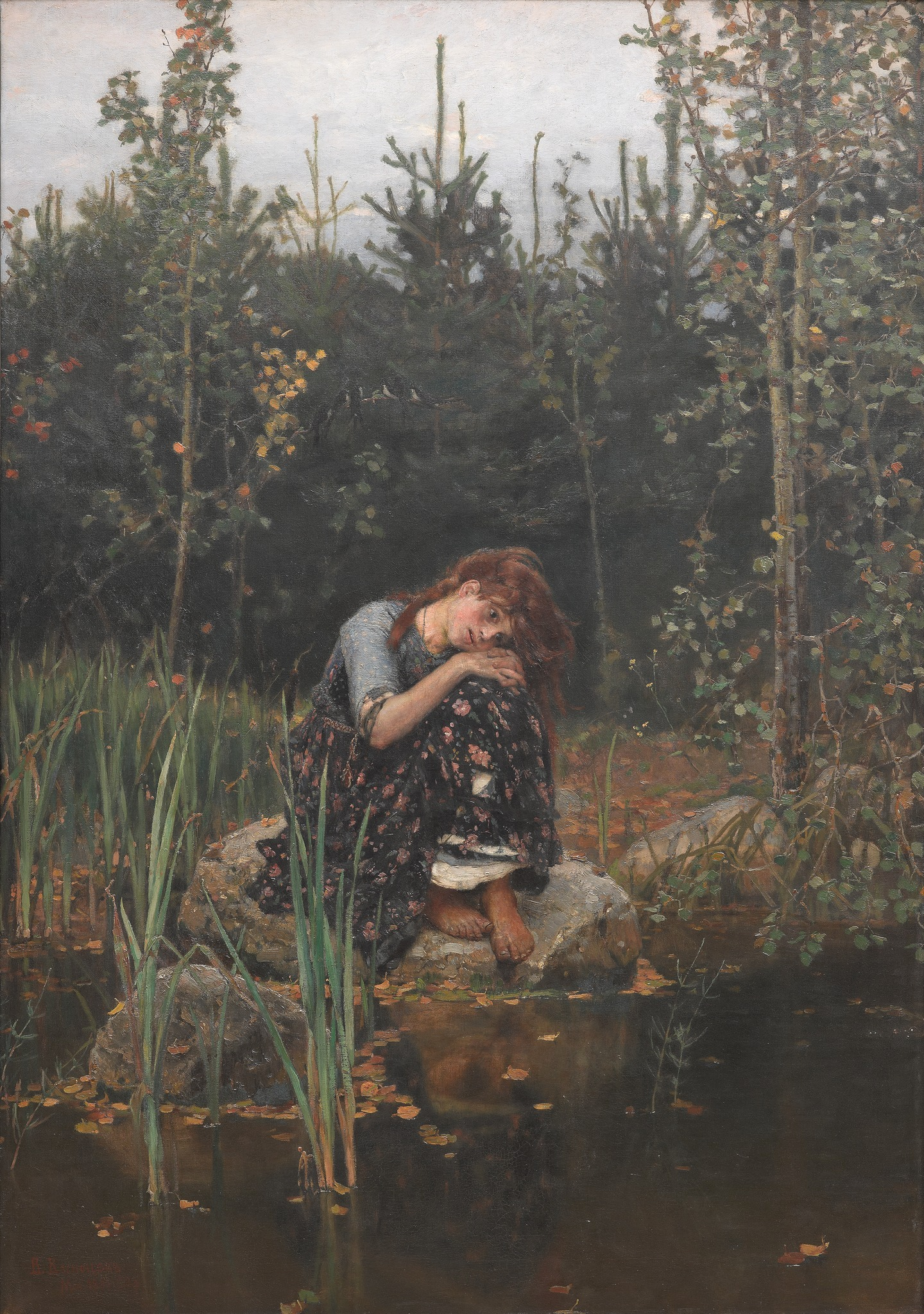
Aljonuschka, 1881

Wassili Wassiljewitsch Wereschtschagin

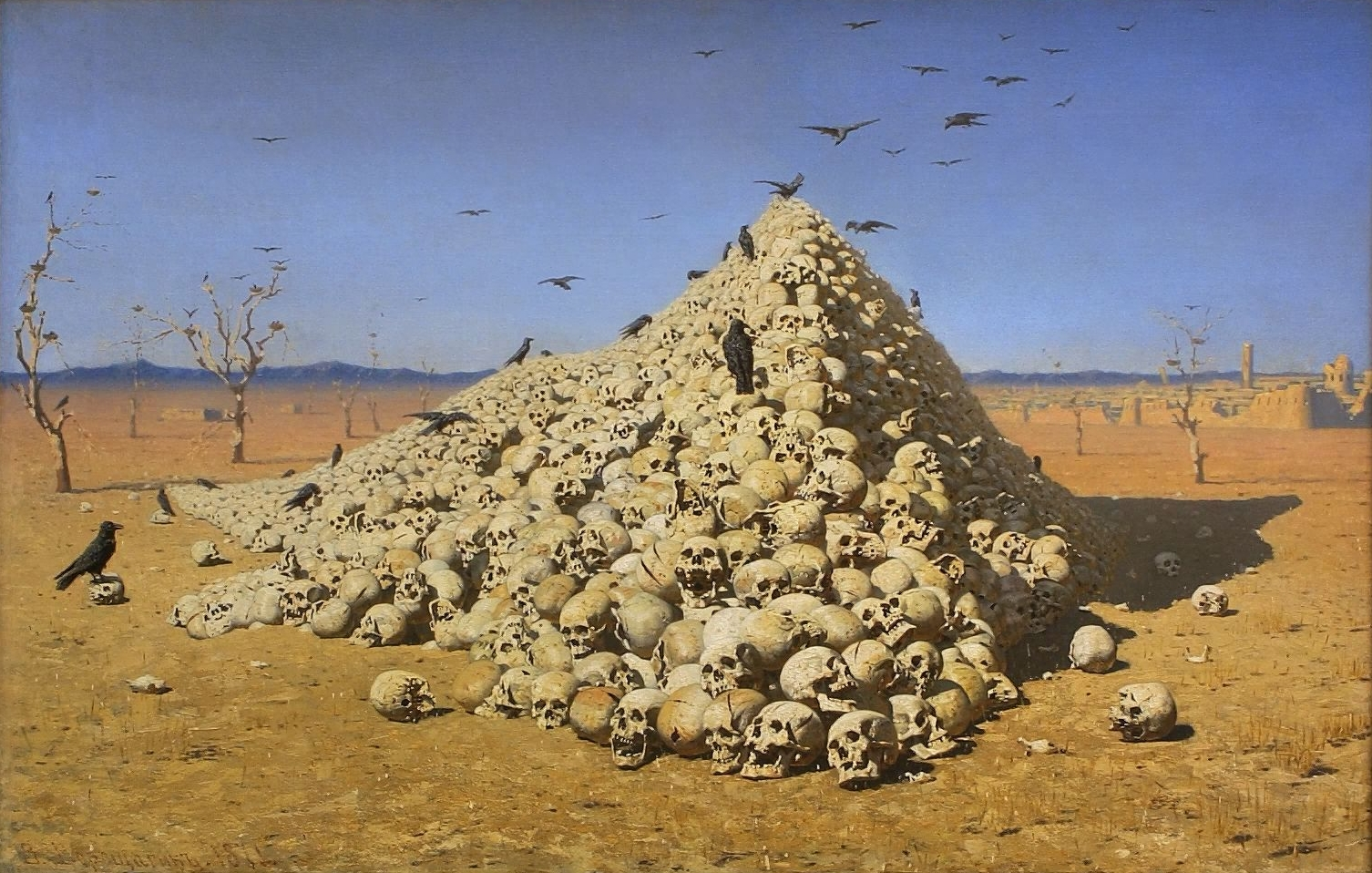
Die Apotheose des Kriegs, 1871

### Ikonen

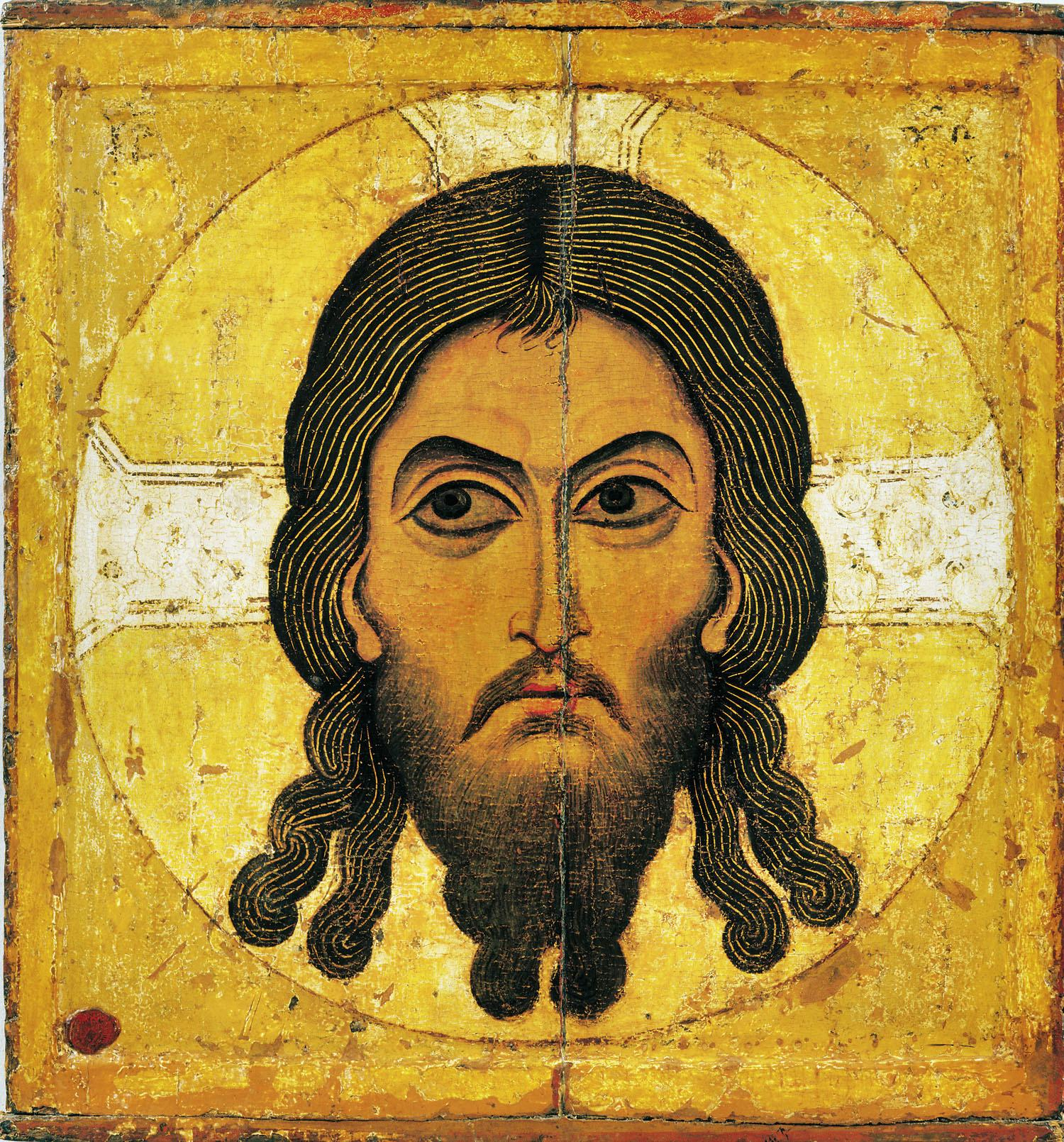
Abgar-Bild, um 1110
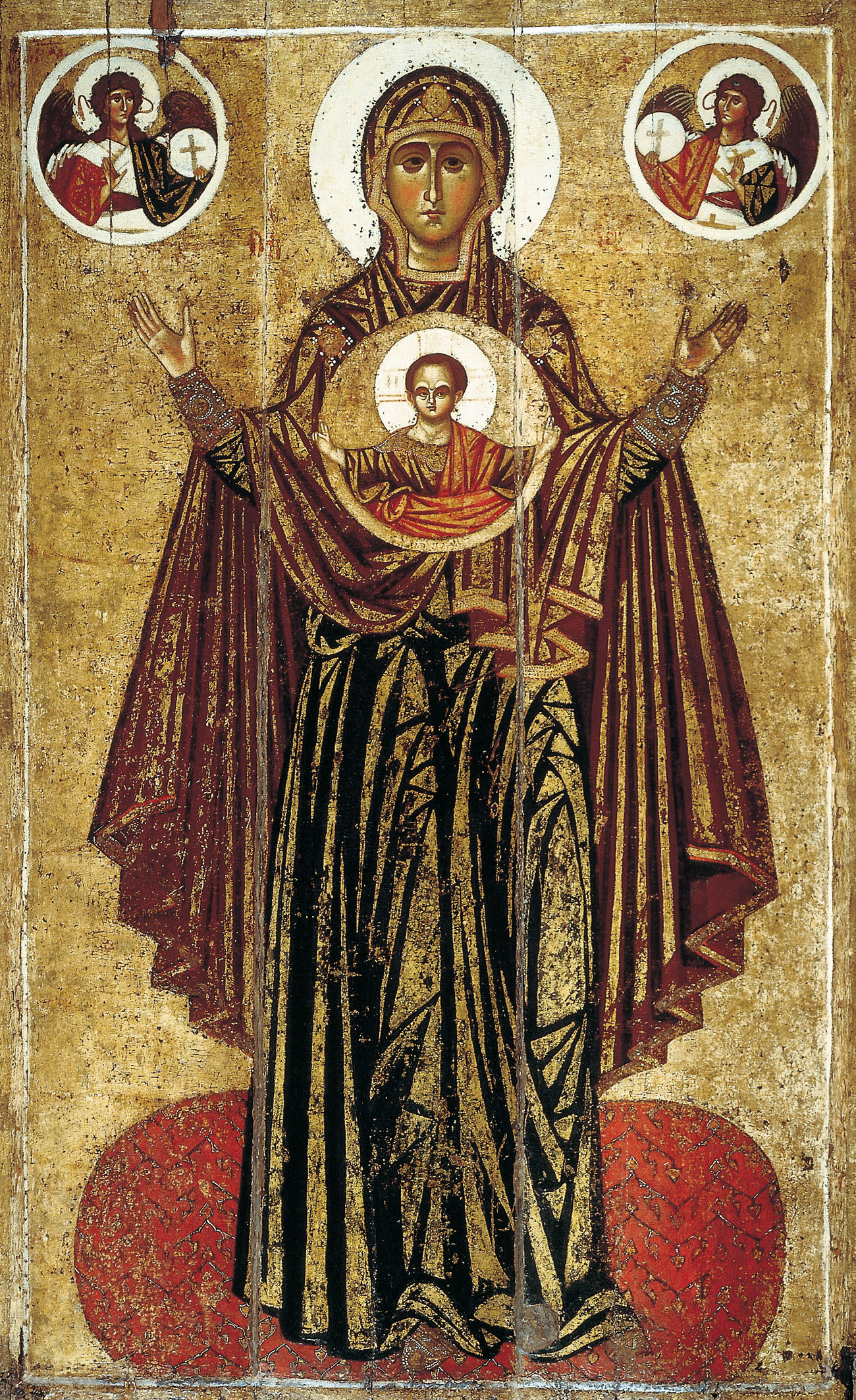
Muttergottes von Jaroslawl aus dem 13. Jahrhundert
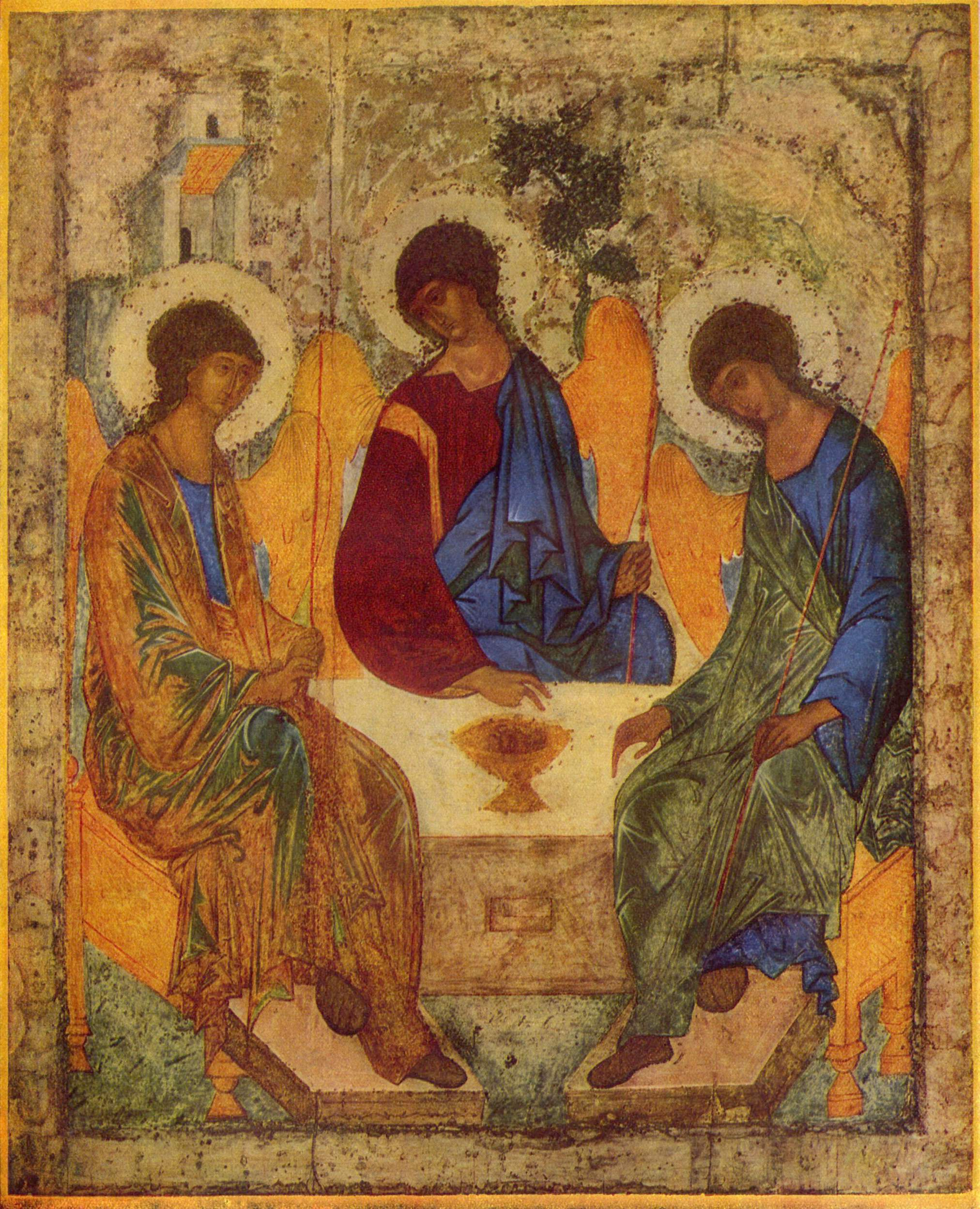
Andrei Rubljow: Dreifaltigkeitsikone, um 1411
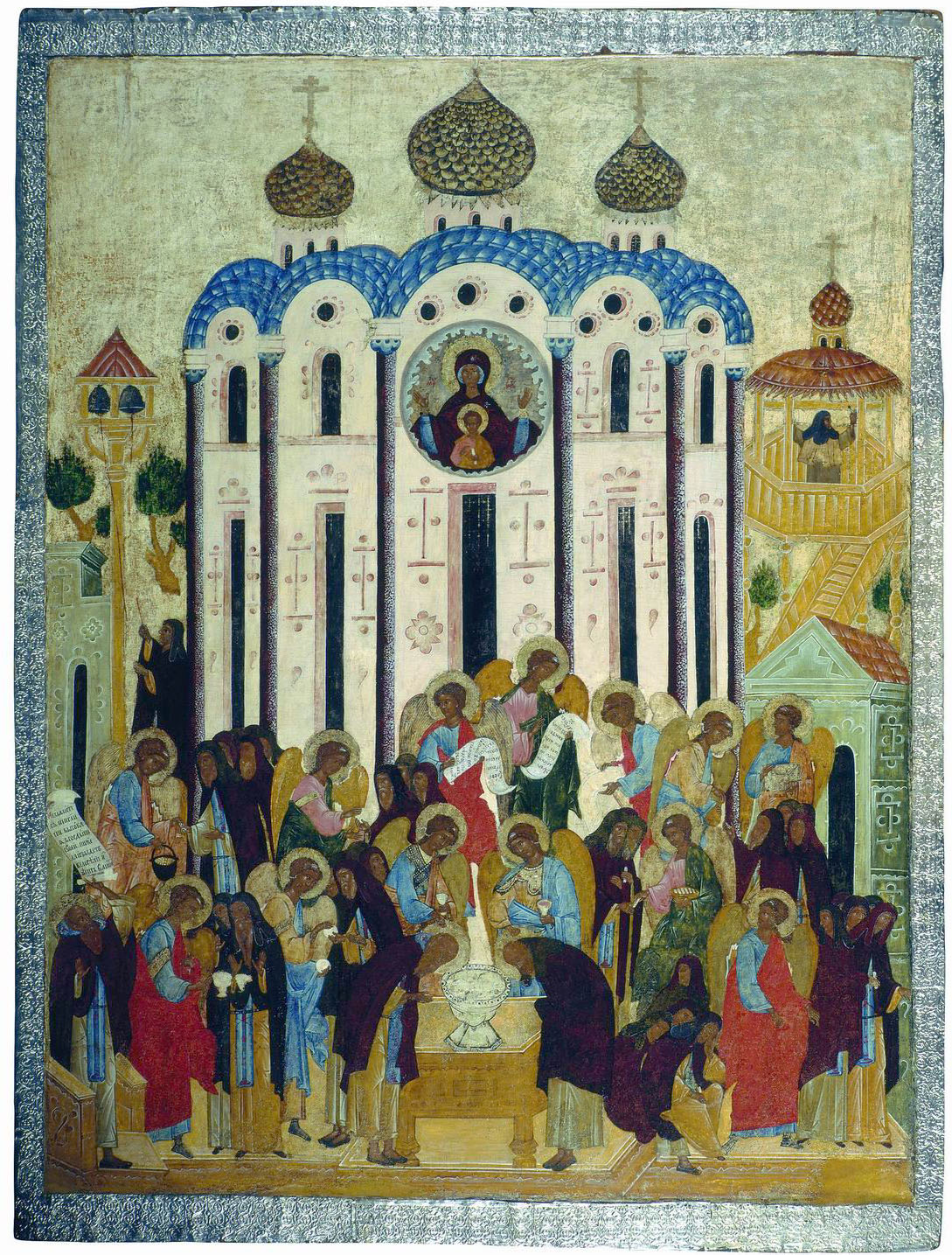
Vision des Eulogios, um 1565/96
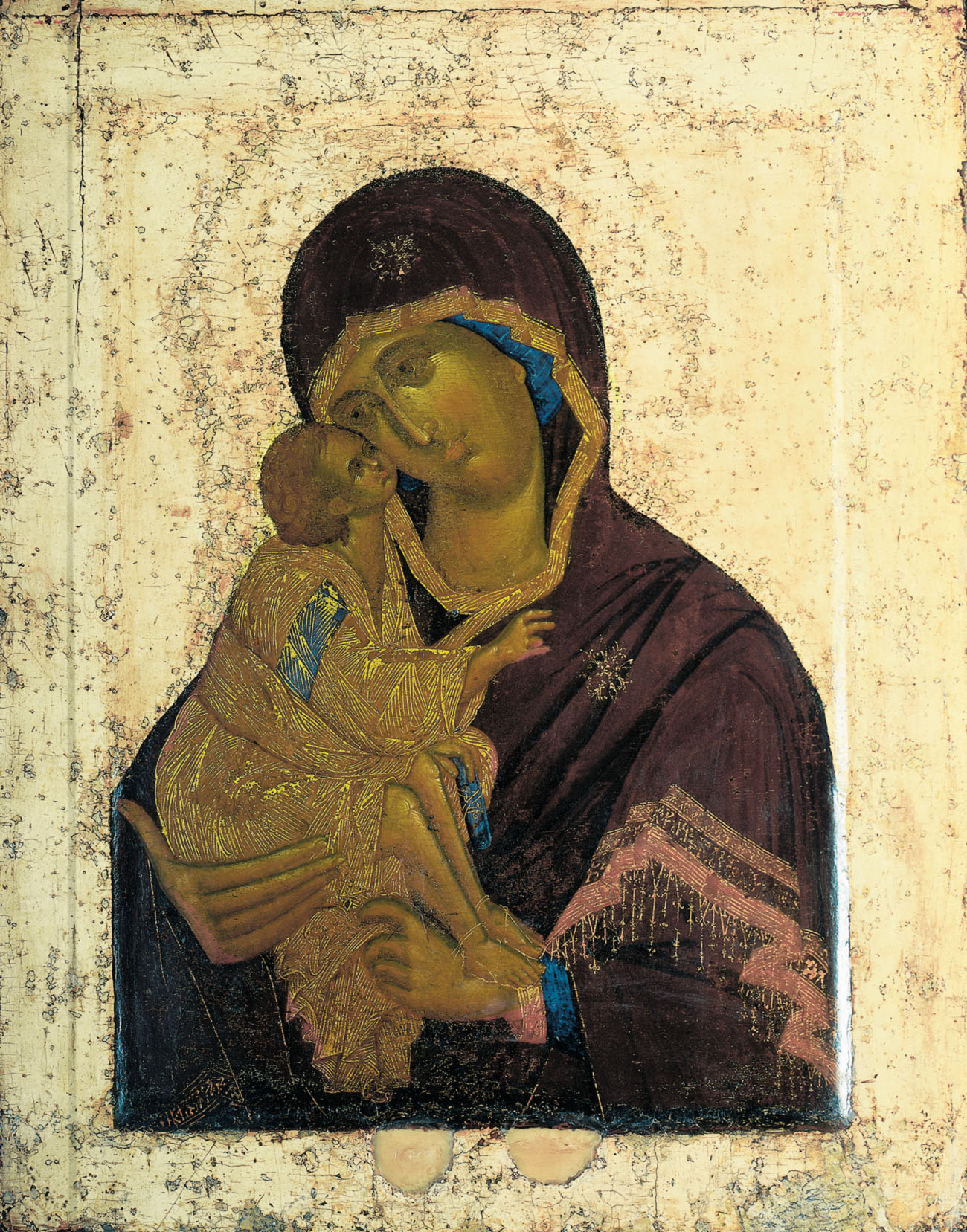
Theophanes der Grieche: Die Gottesmutter vom Don